# عقیق
عَقیق یا رونوس (به انگلیسی: /Agate /æɡɪt) گونه‌ای گوهرسنگ و یک نوع کانی از گروه سیلیس است که در دستهٔ کلسدونی قرار می‌گیرد. این سنگ به‌خاطر ساختار لایه‌ای و رنگ‌های متنوعش، از دیرباز در جواهرسازی، هنر حکاکی و صنایع تزئینی مورد استفاده قرار گرفته است. این سنگ از کوارتز و سنگ یمانی تشکیل شده و دارای انواع و رنگ‌های متنوعی است. عقیق‌ها به‌طور معمول، در میان سنگ‌های دگرگون‌شده و سنگ‌های آتشفشانی، شکل می‌گیرند. بر پایهٔ تحقیقات باستان‌شناسی، نخستین موارد استفادهٔ بشر از عقیق، به هزاره سوم پیش از میلاد و تمدن دره سند بازمی‌گردد. در یونان باستان، از عقیق‌ها به منظور ساخت جواهر و زیورآلات، استفاده می‌شد. عقیق همچنین برای ساخت مُهر و نشان‌های ویژه برای جنگجویان یونانی، مورد استفاده بوده است.
عقیق یک نوع نواری از کلسدونی (chalcedony) است. ویژگی اصلی سنگ‌های عقیق وجود نوارهای متناوب از کلسدونی با رنگ‌های متفاوت است و گاهی شامل کوارتز ماکروسکوپی نیز می‌شوند. عقیق در طبیعت بسیار رایج است و در سراسر جهان در گونه‌های گوناگون یافت می‌شود. برخی از انواع کلسدونی که فاقد نوار هستند نیز به‌طور رایج «عقیق» نامیده می‌شوند (مانند عقیق خزه‌ای moss agate، عقیق آتشین fire agate و غیره)، اما از دیدگاه علمی این‌ها بهتر است صرفاً به عنوان انواعی از کلسدونی طبقه‌بندی شوند.
عقیق عمدتاً به صورت گرهک (nodule) در سنگ‌های آتشفشانی شکل می‌گیرد، اما می‌تواند در رگه‌ها یا در سنگ‌های رسوبی نیز تشکیل شود. این سنگ هزاران سال است که به عنوان گوهر در جواهرسازی محبوب بوده و امروزه نیز به عنوان سنگ کلکسیونی ارزشمند به‌شمار می‌رود. برخی از عقیق‌های کم‌فروغی که در بازار فروخته می‌شوند، به صورت مصنوعی رنگ‌آمیزی می‌گردند تا رنگ آن‌ها تقویت شود.

## کانی‌شناسی
ترکیب شیمیایی اصلی عقیق، SiO۲ یا سیلیسیم دی‌اکسید است. گاهی در فرایند تشکیل عقیق، عناصرشیمیایی دیگری نظیر آلومینیوم، آهن، منیزیم، کلسیم، نیکل، کروم در کنار آن قرار گرفته و وارد ساختار بلورین عقیق می‌شوند. این پدیده ممکن است باعث ایجاد انواع و رنگ‌های گوناگون عقیق شود.
عقیق، درخشنده و دارای ساختاری بلورین است و گونه‌ای از آن که دارای مقدار زیادی میکا است، دلربا نامیده می‌شود. شکل بلورهای عقیق، نازک و شش‌گوش است. این کانی در پتاسیم هیدروکسید (KOH) حل می‌شود.
فرمول شیمیایی این کلسدونی SiO₂ است و در سیستم بلوری شش‌گوشه (microcrystalline) تبلور می‌یابد. این سنگ فاقد رخ بلوری است و شکستگی آن به‌صورت صدفی (conchoidal) با لبه‌های تیز مشاهده می‌شود. از ویژگی‌های بارز عقیق می‌توان به موارد زیر اشاره کرد:
- سختی موس: ۶٫۵–۷
- جلا: براق
- رنگ خاکه: سفید
- شفافیت: نیمه‌شفاف
- وزن مخصوص: ۲٫۵۸–۲٫۶۴
- ضریب شکست: ۱٫۵۳۰–۱٫۵۴۰

## ویژگی‌ها و نحوهٔ تشکیل

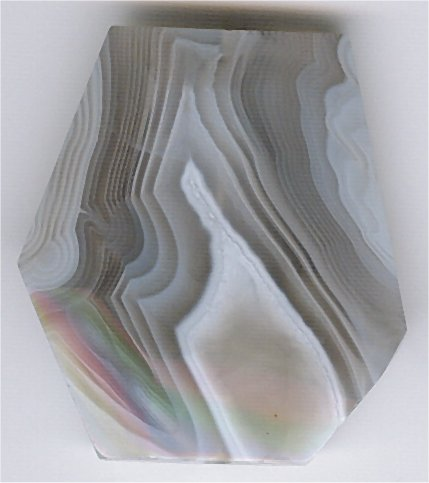
عقیق بوتسوانا

عقیق‌ها معمولاً به‌صورت دانه‌هایی در حفره‌ها و منافذ موجود در سنگ‌های آتشفشانی مانند بازالت، آندزیت و ریولیت یافت می‌شوند. این حفره‌ها در اصل محل خروج حباب‌های گازها از گدازه‌های آتش‌فشانی در حال سرد شدن هستند که در نهایت منجر به ایجاد یک بافت حفره‌ای و متخلخل در سنگ‌های آتش‌فشانی می‌شود. با ورود آب داغ و غنی از سیلیس به این حفره‌ها، مراحل شکل‌گیری عقیق به صورت ژل سیلیس آغاز و این ژل از طریق فرایندی پیچیده متبلور شده و عقیق ایجاد می‌شود. نخست، لایه نازکی از عقیق، موسوم به لایهٔ پرایمر یا آغازگر، سراسر سطوح حفره و دیواره‌های داخلی آن را می‌پوشاند. در ادامه، شکل‌گیری ساختار بلورین عقیق به آرامی ادامه پیدا می‌کند. وضعیت و شرایط تشکیل عقیق‌ها و ترکیبات شیمیایی موجود در محیط، باعث تولید انواع متنوعی عقیق با ویژگی‌ها، نقش و نگارها و الگوهای رنگی متفاوت می‌شود. به‌عنوان مثال، اگر مایعات حاوی سیلیس، به‌طور کامل، حفره را پُر نکنند، نوعی عقیق به‌نام عقیق توخالی (Hollow agate) ساخته می‌شود. چنان‌چه در هنگام تشکیل عقیق، اکسیدهایی از آهن یا منگنز در محل موجود باشد، ممکن است در نهایت، سنگی دارای رگه‌های سبز با نام عقیق خزه‌ای یا عقیق شجر ایجاد شود.

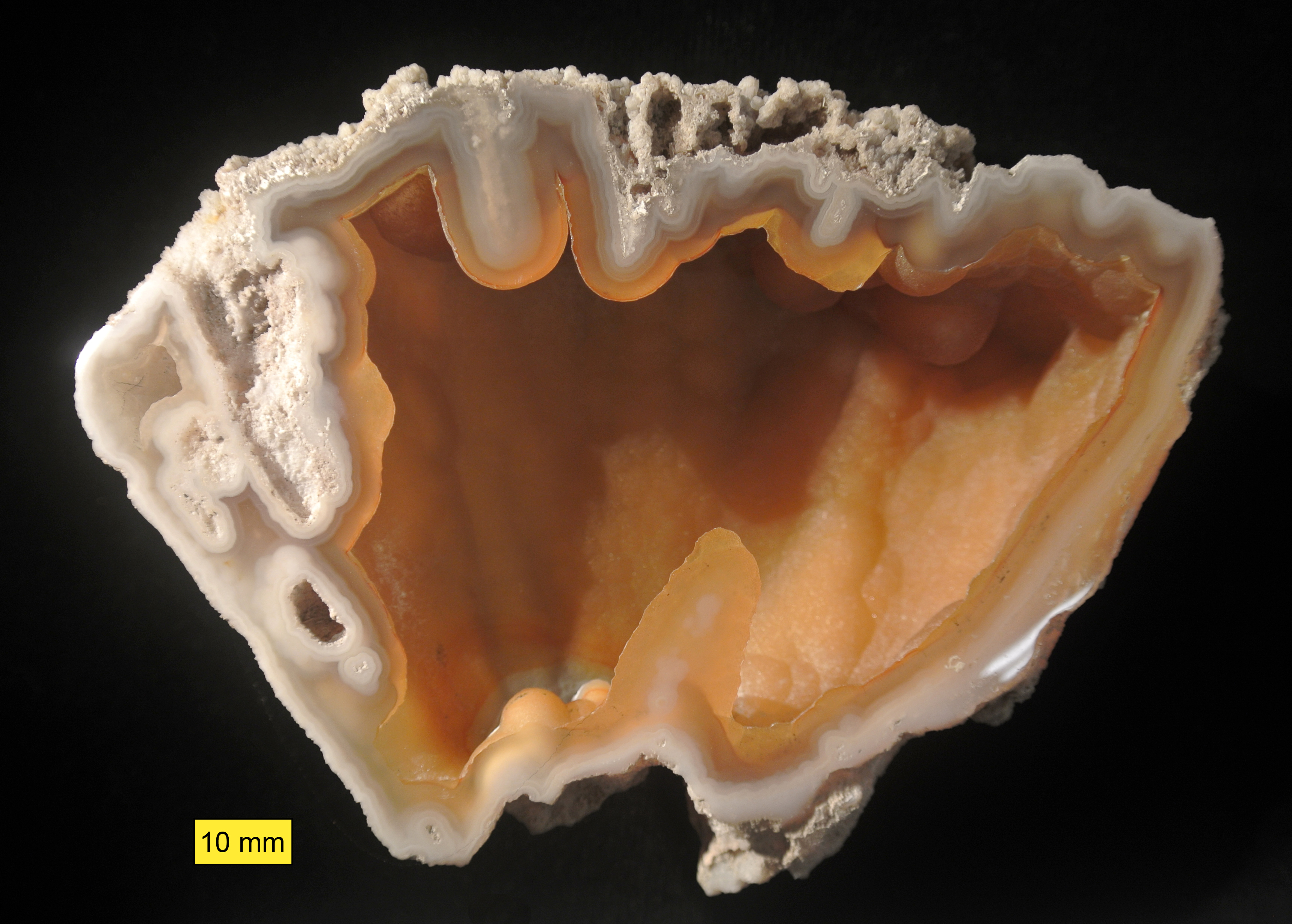
تشکیل عقیق بر روی بقایای یک مرجان

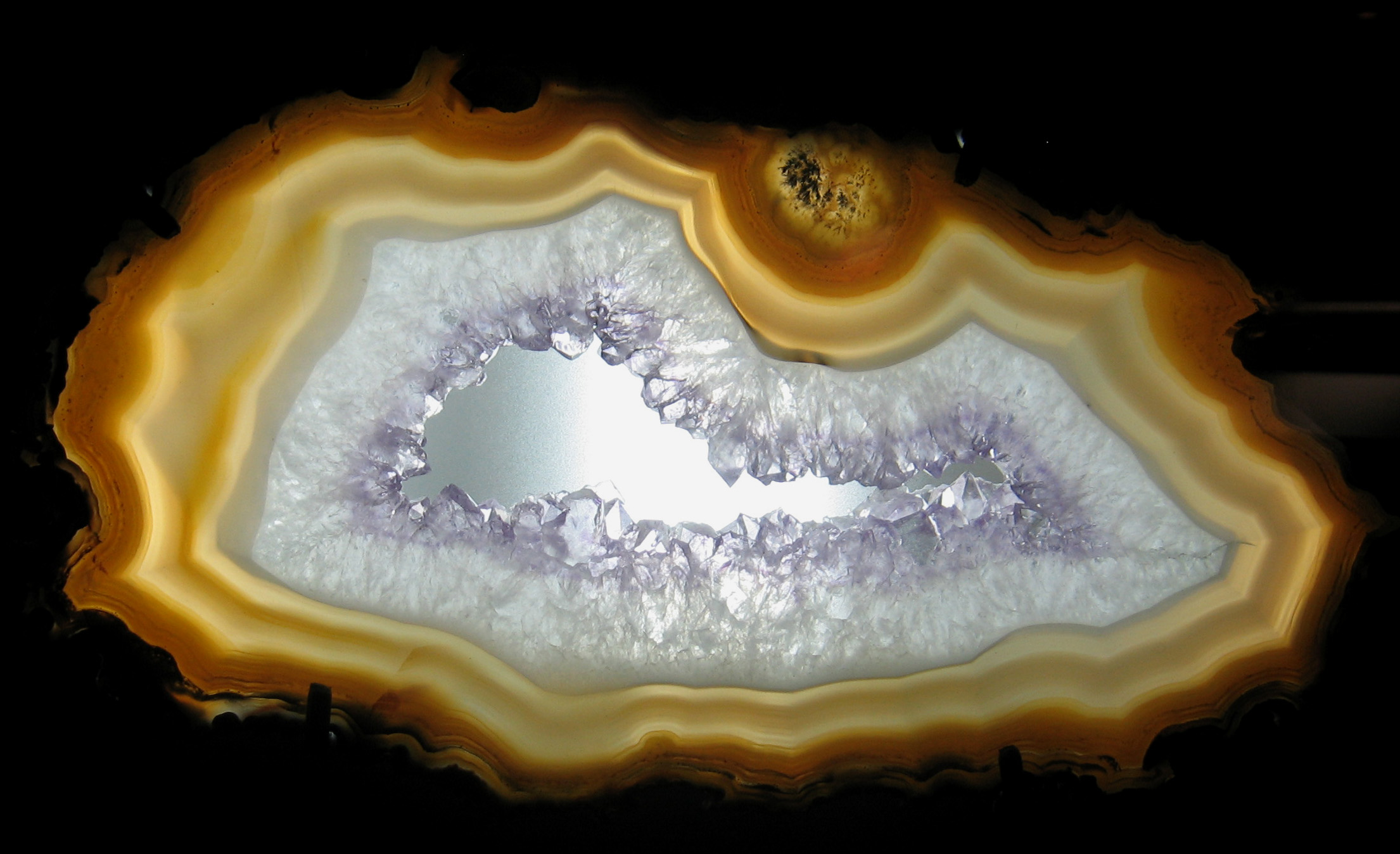
عقیق توخالی (Hollow agate)

از آنجا که عقیق‌ها معمولاً در گدازه‌های فقیر از سیلیس آزاد شکل می‌گیرند، نظریه‌های متعددی دربارهٔ منبع سیلیس مطرح است. از جمله این نظریات در مورد منبع سیلی، ذرات ریز شیشه سیلیسی حاصل از خاکستر یا توف آتشفشانی و تجزیه مواد گیاهی یا جانوری است. عقیق‌ها بسیار سخت‌تر از سنگ‌های میزبان خود هستند، به همین دلیل اغلب به صورت جدا از سنگ مادر یافت می‌شوند.
علاوه بر سنگ‌های آتشفشانی و سنگ‌های دگرگون‌شده، عقیق‌ها در شرایطی می‌توانند در میان سنگ‌های رسوبی مانند دولومیت و سنگ آهک نیز شکل بگیرند. شکل‌گیری عقیق همچنین در مجاورت سنگواره‌چوب‌ها، بقایای اجساد، صدف و فسیل جانورانی از جمله شکم‌پایان، مرجان‌ها و برجکی‌ها مشاهده شده است.
زمین‌شناسان به‌طور کلی مراحل اولیه شکل‌گیری عقیق را درک کرده‌اند، اما فرایندهای دقیق ایجاد نوارهای رنگی همچنان محل بحث است. از آنجا که عقیق‌ها در حفره‌های سنگ میزبان تشکیل می‌شوند، این فرایند به صورت مستقیم قابل مشاهده نیست و بر خلاف بسیاری از کانی‌های دیگر، تاکنون هیچ‌گاه در شرایط آزمایشگاهی به‌طور کامل پرورش داده نشده‌اند.

## گونه‌ها (بر اساس ساختار)
عقیق‌ها به‌طور کلی بر اساس نوع نواربندی به دو دسته تقسیم می‌شوند:
- نواربندی دیواره‌ای (Wall banding) که با نام‌های نواربندی متحدالمرکز یا نواربندی چسبشی نیز شناخته می‌شود، زمانی رخ می‌دهد که نوارهای عقیق شکل حفره‌ای را که در آن تشکیل شده‌اند دنبال کنند.
- نواربندی سطحی (Level banding) که با نام‌های نواربندی سطح آب، نواربندی گرانشی، نواربندی افقی، نواربندی موازی یا نواربندی نوع اروگوئه نیز شناخته می‌شود، زمانی شکل می‌گیرد که نوارهای عقیق به صورت خطوط مستقیم و موازی تشکیل شوند.

نواربندی سطحی کمتر شایع است و معمولاً همراه با نواربندی دیواره‌ای رخ می‌دهد.

### عقیق‌های دیواره‌بندی‌شده
عقیق‌های استحکامی (Fortification agates) دارای نوارهای بسیار فشرده و مشخص هستند. نام آن‌ها از شباهت ظاهری‌شان به دیوارهای یک دژ گرفته شده است. این نوع عقیق یکی از رایج‌ترین گونه‌ها است و همان چیزی است که اغلب مردم هنگام شنیدن واژه «عقیق» به ذهنشان می‌آید.
عقیق‌های توری (Lace agates) دارای الگوهای نواردار به شکل توری با پیچ‌وخم‌ها، چشمک‌ها، خمیدگی‌ها و خطوط زیگزاگ فراوان هستند. برخلاف بیشتر عقیق‌ها، این نوع معمولاً در رگه‌ها تشکیل می‌شوند، نه در گره‌ها.
عقیق‌های گسلی (Faulted agates) زمانی تشکیل می‌شوند که نوارهای عقیق در اثر جابه‌جایی سنگ‌ها شکسته و اندکی جابه‌جا شده و سپس دوباره با کلسدونی به هم چسبیده‌اند. این نوع عقیق ظاهری شبیه لایه‌های سنگی با خطوط گسل دارد.
عقیق‌های برش‌خورده (Brecciated agates) نیز نوارهایشان شکسته و با کلسدونی دوباره به هم چسبیده‌اند، اما از قطعات منفصل با زاویه‌های تصادفی تشکیل شده‌اند. آن‌ها شکلی از برش‌سنگ (breccia) هستند؛ واژه‌ای با کاربرد بافت‌شناختی برای هر سنگی که از خرده‌سنگ‌های زاویه‌دار ساخته شده باشد.
عقیق‌های باباغوری (چشم‌دار) (Eye agates) دارای یک یا چند حلقه متحدالمرکز دایره‌ای بر روی سطح خود هستند. این «چشم‌ها» در واقع نیم‌کره‌هایی هستند که بر روی پوسته عقیق تشکیل می‌شوند و به داخل به شکل کاسه‌ای گسترش می‌یابند.
عقیق‌های لوله‌ای (Tube agates) دارای ساختارهایی تونل‌مانند هستند که به‌طور کامل در سراسر عقیق امتداد می‌یابند. این «لوله‌ها» گاهی نواردار یا توخالی، یا هر دو هستند. هر دو نوع عقیق لوله‌ای و چشم‌دار زمانی تشکیل می‌شوند که کلسدونی به دور یک بلور سوزنی‌شکل از یک کانی دیگر رشد می‌کند و ساختارهای استلاکتیتی پدیدمی‌آورد. «چشم‌های» قابل‌مشاهده نیز ممکن است روی سطح عقیق‌های لوله‌ای ظاهر شوند، اگر برشی عمود بر ساختار استلاکتیتی ایجاد شود یا عقیق در اثر هوازدگی فرسوده گردد.
عقیق‌های شجر (دندریتی) (Dendritic agates) دارای الگوهای شاخه‌مانند تیره‌رنگ (دندریت) بر روی سطح یا در میان نوارها هستند. این ساختارها از اکسیدهای منگنز یا آهن تشکیل شده‌اند.
عقیق‌های خزه‌ای (Moss agates) دارای الگویی شبیه خزه بوده و معمولاً سبز یا قهوه‌ای هستند. آن‌ها زمانی تشکیل می‌شوند که ساختارهای دندریتی روی سطح عقیق، هنگام تشکیل با ژل سیلیکا به درون رانده می‌شوند. در گذشته تصور می‌شد عقیق خزه‌ای، خزه فسیل‌شده است، تا اینکه مشخص شد این ساختارهای خزه‌ای در واقع از کانی‌های سلادونیت، هورنبلند یا یک کانی کلریت ساخته شده‌اند.
عقیق‌های پرمانند (Plume agates) گونه‌ای از عقیق‌های خزه‌ای هستند، اما دندریت‌های «پرمانند» آن‌ها درون عقیق ساختارهای درخت‌مانند ایجاد می‌کنند. این پرها اغلب به رنگ قرمز روشن (به دلیل هماتیت) یا زرد روشن (به دلیل گوتیت) دیده می‌شوند. در حالی‌که دندریت‌ها اغلب در عقیق‌های نواردار دیده می‌شوند، عقیق‌های خزه‌ای و پرمانند معمولاً فاقد نوار هستند؛ بنابراین، بر اساس تعریف کانی‌شناسی، آن‌ها عقیق واقعی به‌شمار نمی‌آیند.
عقیق‌های رنگین‌کمانی (Iris agates) دارای نوارهایی به‌قدری ریز هستند که هنگام برش نازک، نور سفید را به رنگ‌های طیفی تجزیه می‌کنند. این «اثر رنگین‌کمانی» معمولاً در عقیق‌های بی‌رنگ رخ می‌دهد، اما ممکن است در نمونه‌های پررنگ نیز مشاهده شود.
عقیق‌های ساژنتیک (Sagenitic agates) یا ساژنیت‌ها دارای دربرگرفتگی‌های سوزنی‌شکل (acicular) از کانی‌های دیگر، معمولاً انیدریت، آراگونیت، گوتیت، روتیل یا یک زیولیت هستند. کلسدونی اغلب به دور این بلورها لوله‌هایی تشکیل می‌دهد و ممکن است سرانجام کانی اصلی را جایگزین کند که در این صورت یک شبه‌ساخت (pseudomorph) به وجود می‌آید. واژه «ساژنیت» در اصل نام نوعی روتیل بود و بعدها برای کوارتز روتیل به کار رفت. امروزه این اصطلاح برای هر نوع کوارتز با دربرگرفتگی‌های سوزنی‌شکل از هر کانی به کار می‌رود.

### عقیق‌های نواربندی‌شده افقی (Level-banded agates)
عقیق‌هایی که دارای نواربندی افقی هستند، به‌طور سنتی اونیکس (Onyx) نامیده می‌شوند، هرچند تعریف رسمیِ واژهٔ اونیکس به الگوی رنگی اشاره دارد، نه به شکل نوارها. به همین دلیل، نام «اونیکس» برای عقیق‌های نواربندی‌شدهٔ دیواره‌ای نیز به‌کار می‌رود. همچنین واژهٔ اونیکس اغلب به اشتباه برای کلسیت نواری هم استفاده می‌شود. نام اونیکس از واژهٔ یونانی به معنای ناخن انسان گرفته شده است که دارای رگه‌های موازی است. نوارهای اونیکس معمولاً به‌صورت سیاه و سفید متناوب یا سایر ترکیب‌های تیره و روشن دیده می‌شوند. گونه‌ای از اونیکس به نام ساردونیکس (Sardonyx) شامل نوارهای قهوه‌ای‌ـقرمز است که به‌طور متناوب با نوارهای سفید یا سیاه همراه می‌شوند.
تاندراگ‌ها (Thunder eggs) غالباً دارای نواربندی افقی‌اند، هرچند ممکن است نواربندی دیواره‌ای نیز در آن‌ها دیده شود. همچنین نواربندی افقی در عقیق‌های دریاچه سوپریور (Lake Superior agates) بسیار رایج است.

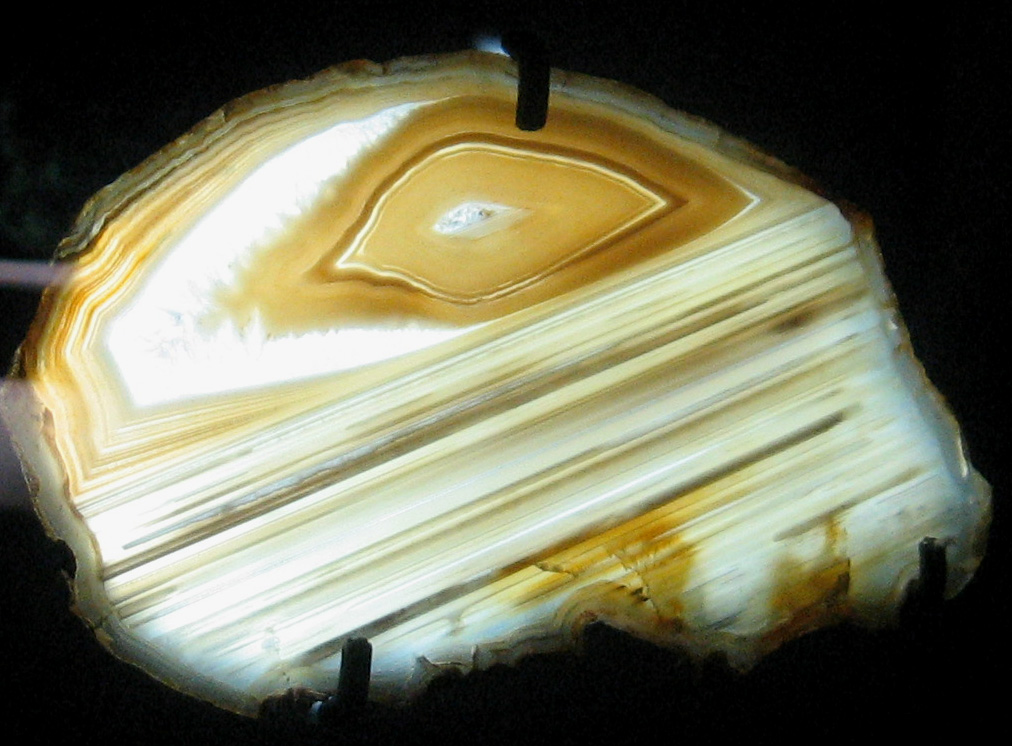
عقیق دارای ساختار دگانه نواری سطحی و دیواره ای
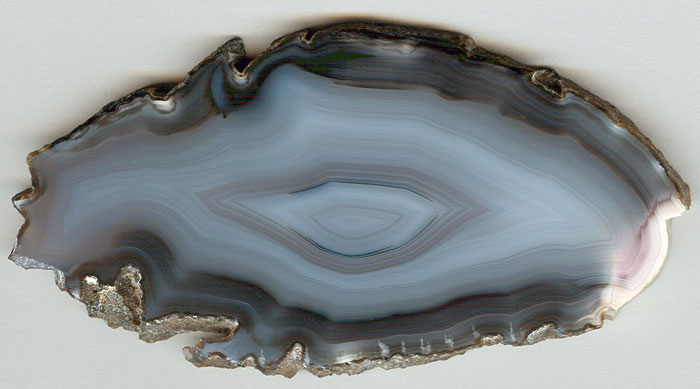
عقیق استحکامی
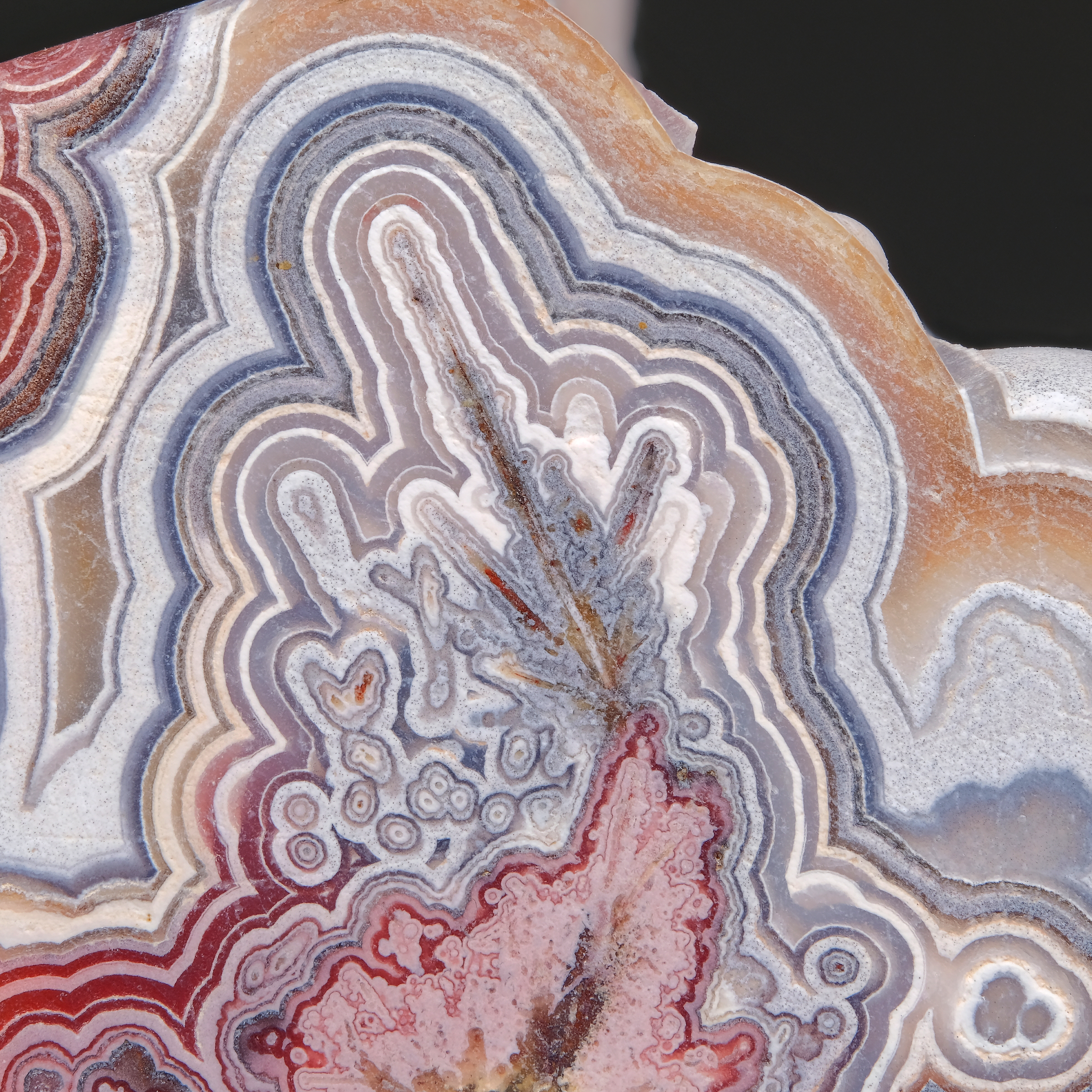
عقیق توری
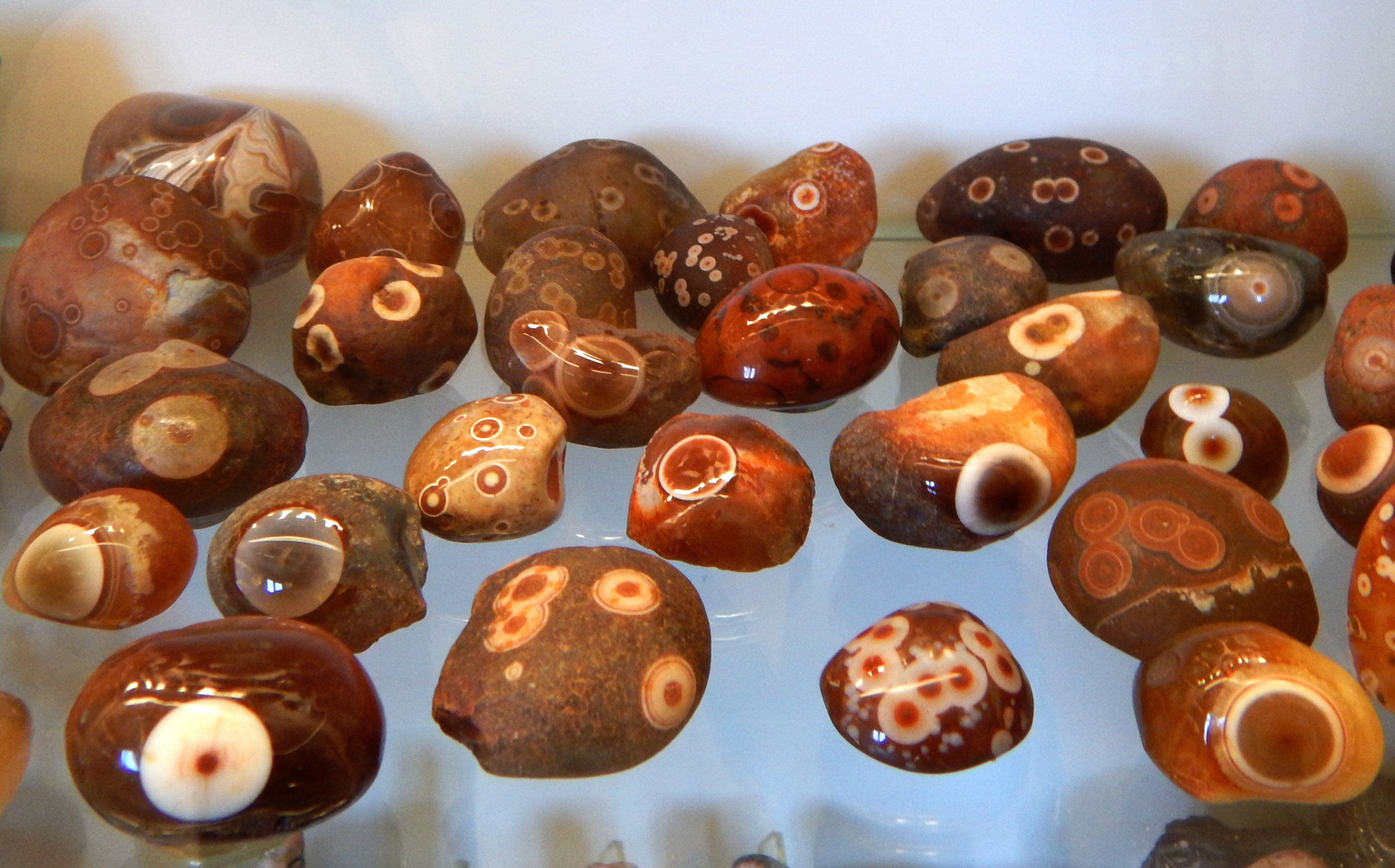
عقیق باباقوری
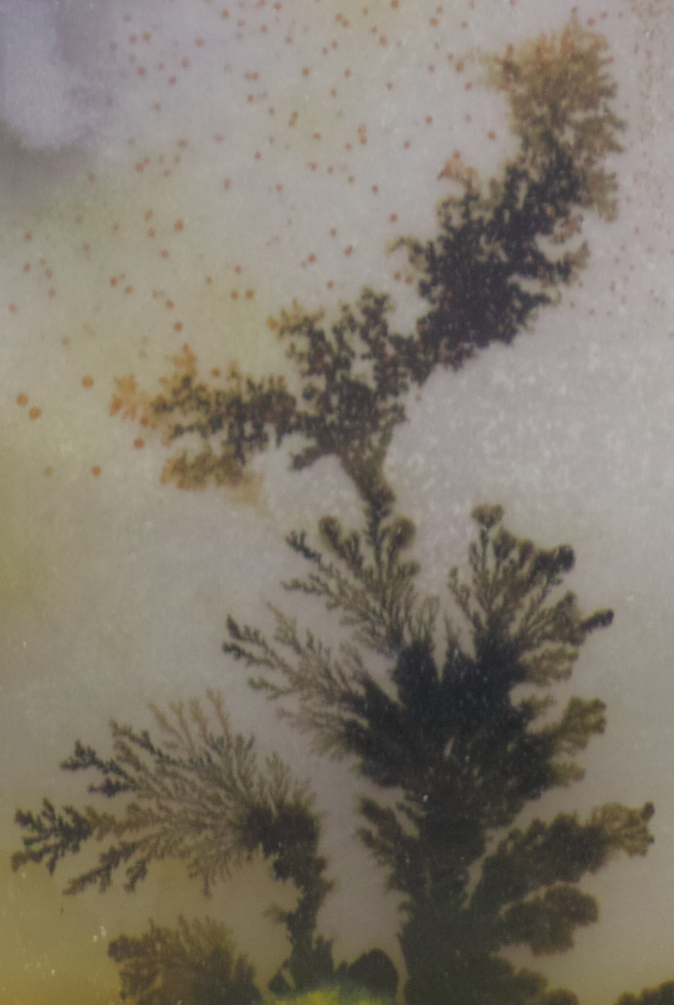
عقیق شجر (دندریت) از هند
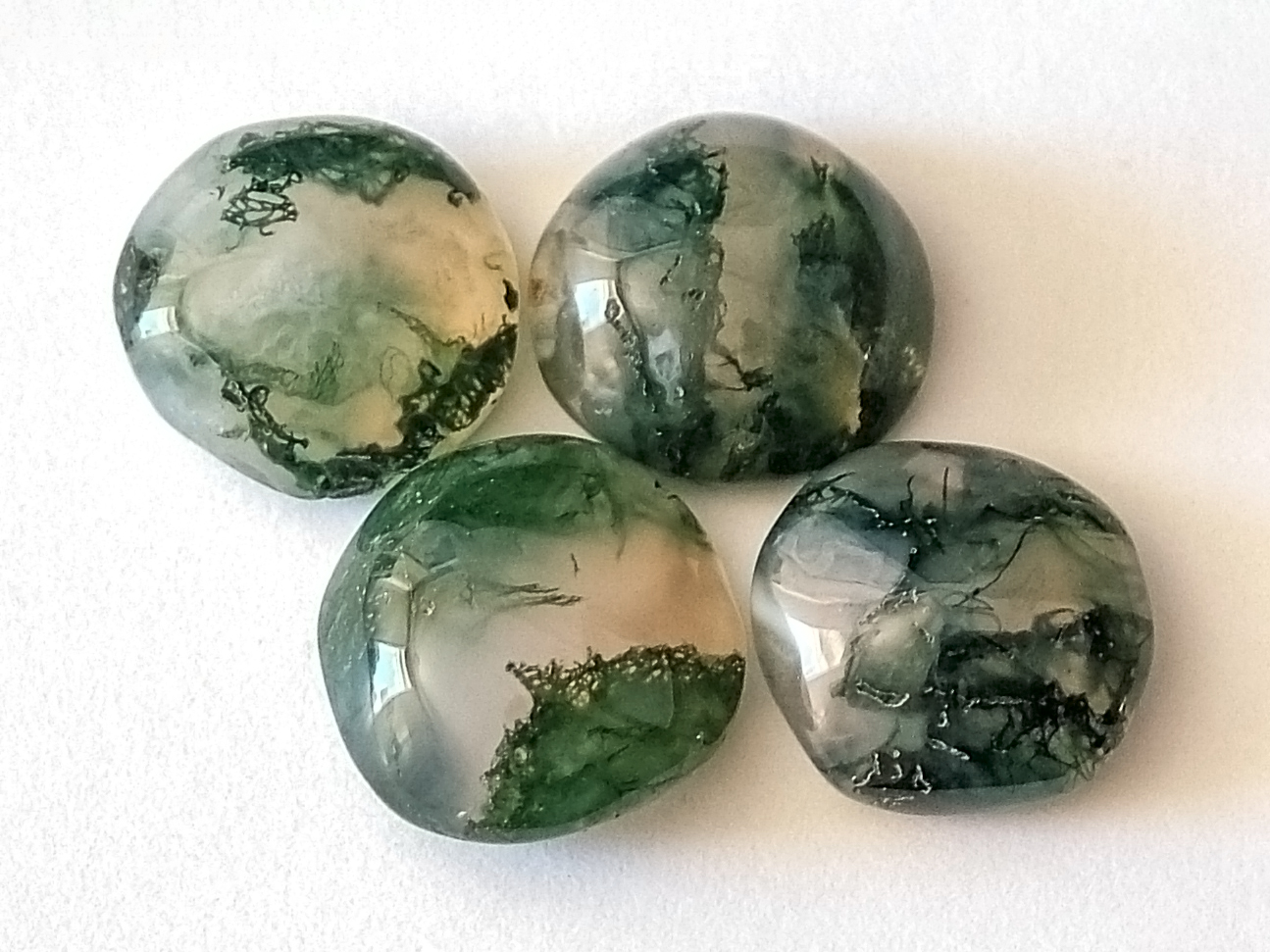
عقیق خزه ای
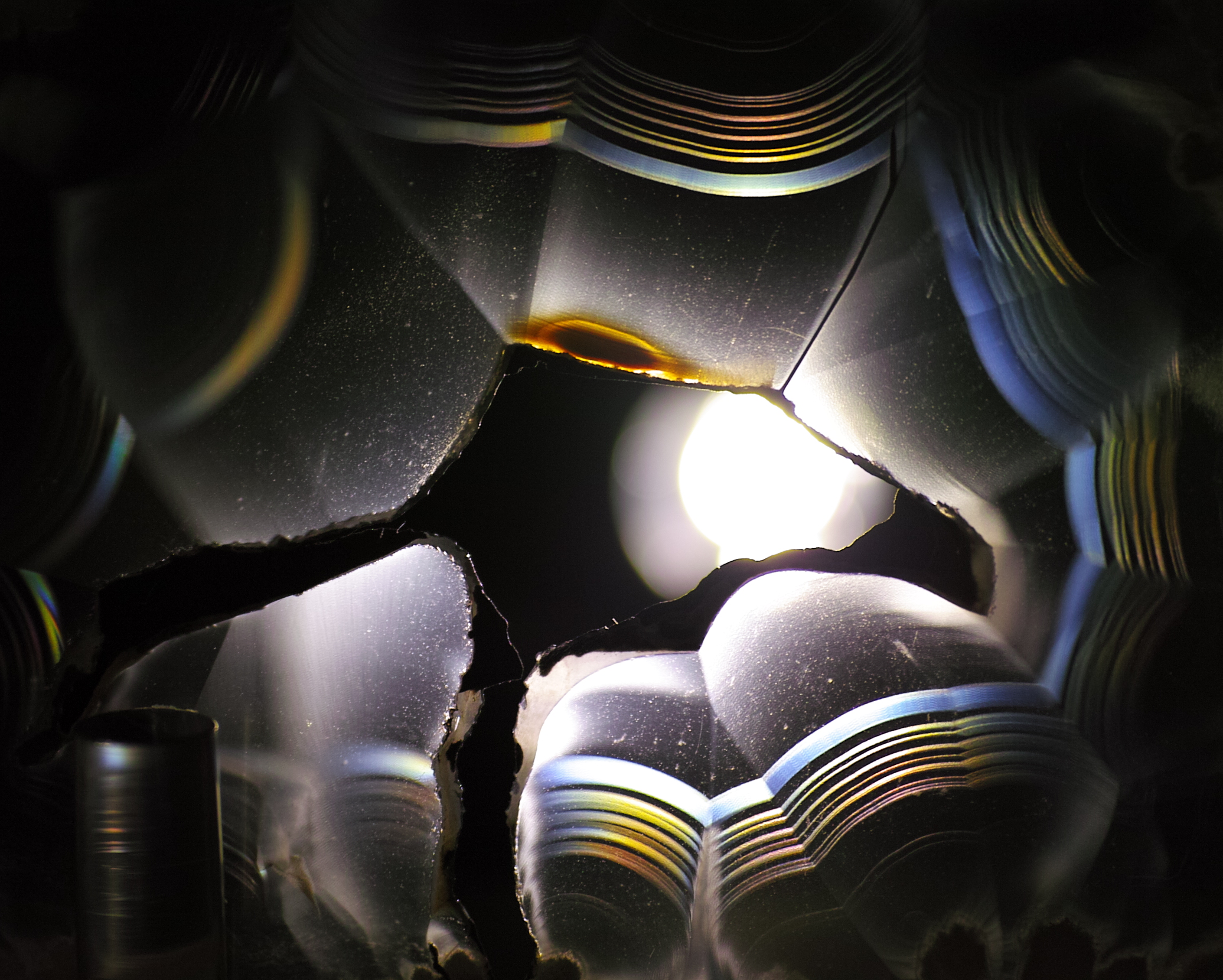
عقیق رنگین کمانی
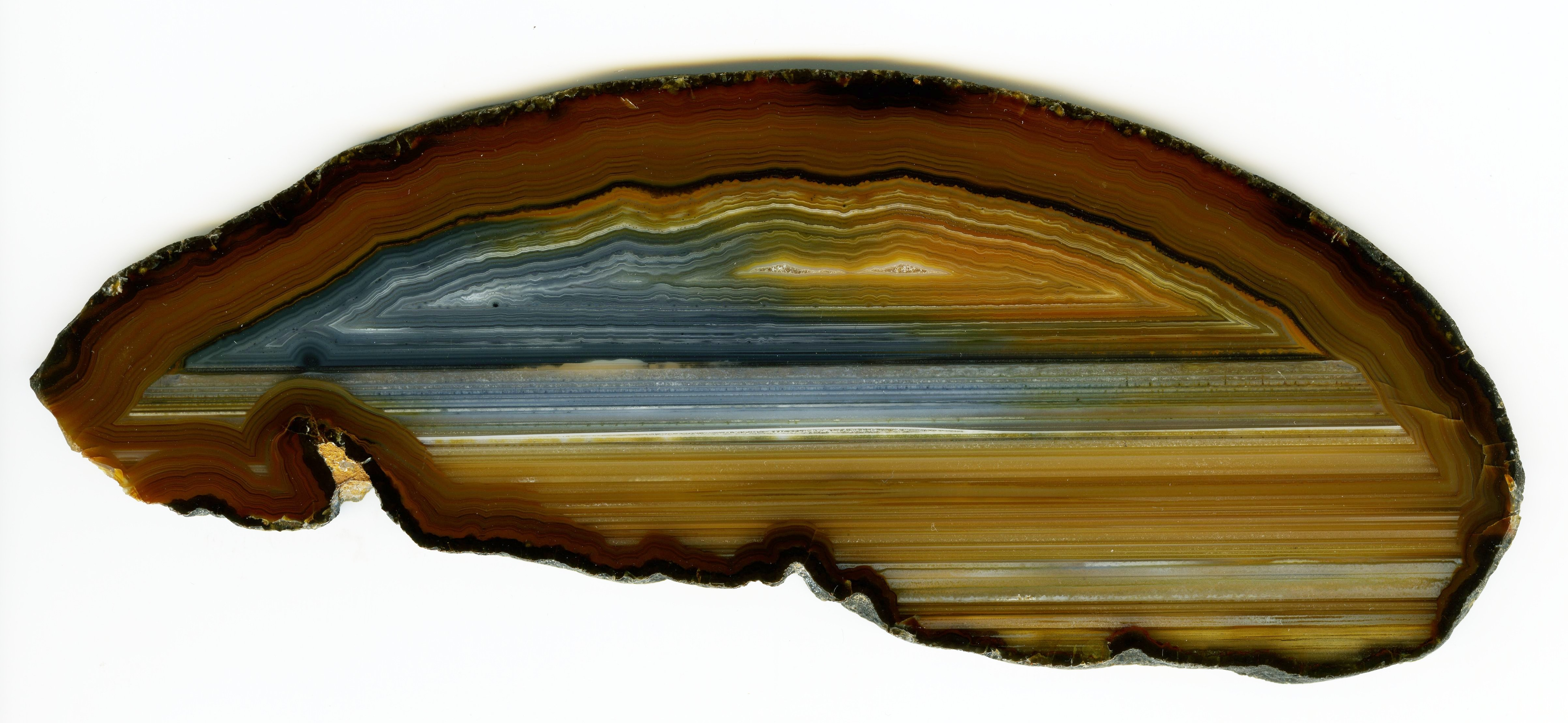
عقیق‌ نواربندی‌شده افقی
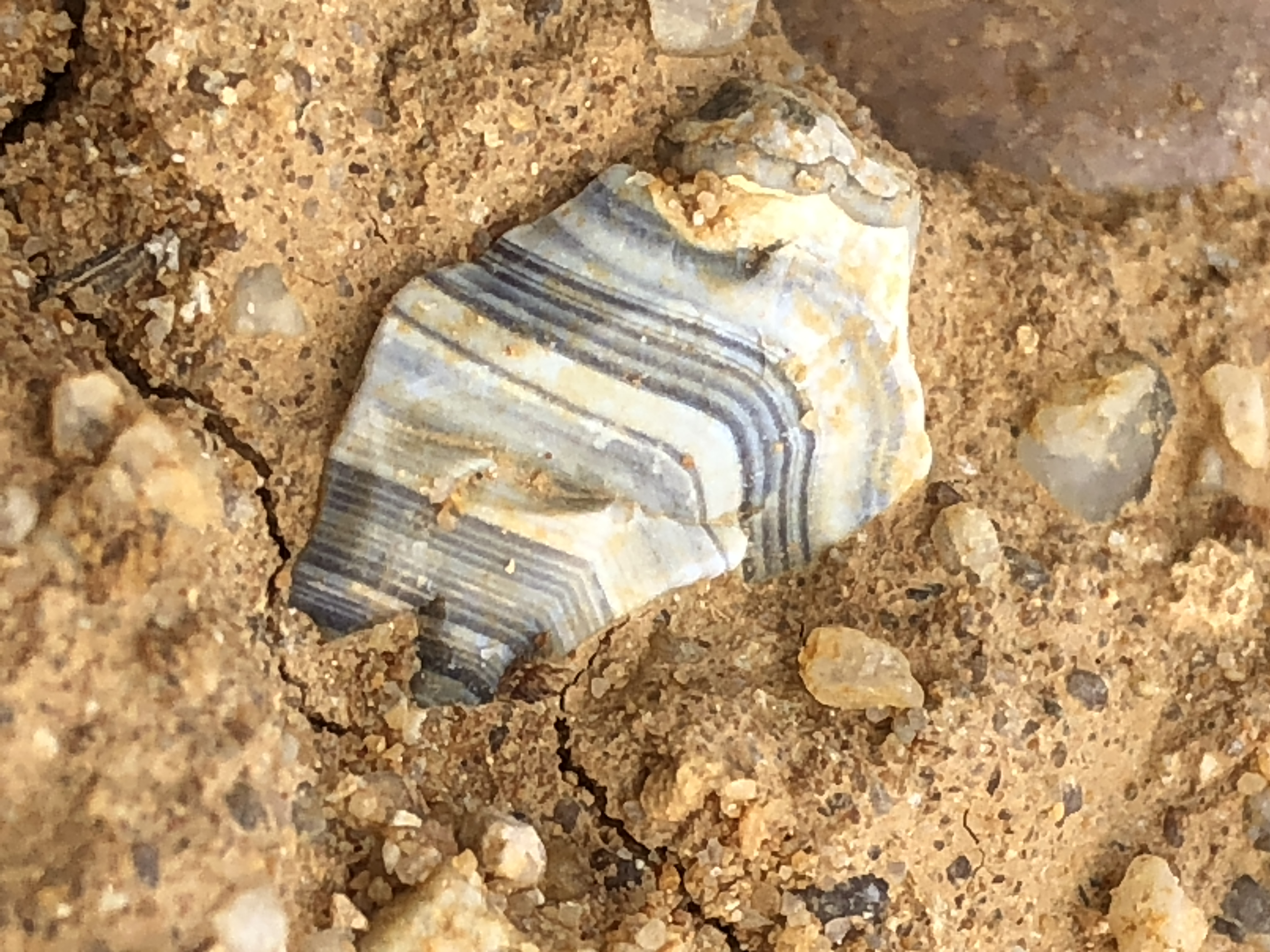
عقیق اونیکس
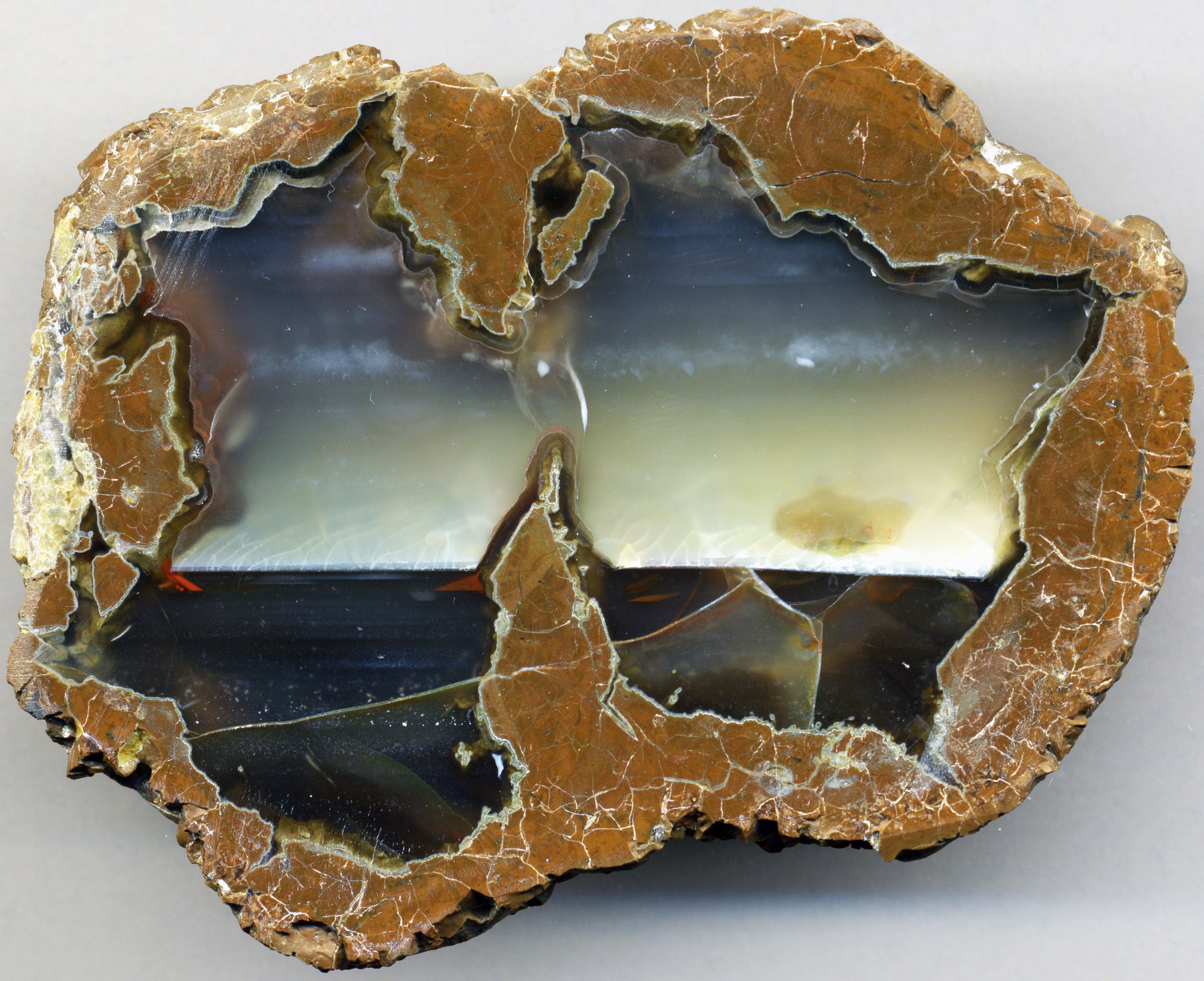
عقیق تاندر اگ

## گونه‌ها (بر پایهٔ محل پیدایش)
عقیق در همهٔ قاره‌ها، از جمله قطب جنوب یافت شده است. افزون بر نام‌هایی که برای توصیف ساختار آن به‌کار می‌رود، نام‌های زمین‌شناسی، محلی و بازرگانی متعددی نیز برای عقیق‌های مناطق مختلف استفاده می‌شود. فهرست زیر نمونه‌هایی از محل‌های شناخته‌شدهٔ پیدایش عقیق و نام‌های آن‌ها را در بر می‌گیرد، هرچند جامع نیست.

### آفریقا
- عقیق آبی توری (Blue lace agate) گونه‌ای از عقیق با رنگ آبی روشن و نقش‌های توری سفید است که بیشتر در نامیبیا یافت می‌شود. این نوع عقیق در دولومیت‌های همراه با سنگ‌های آذرین شکل گرفته است.
- عقیق بوتسوانا در سنگ‌های بازالتی دورهٔ پرمین در بوتسوانا پیدا می‌شود. این عقیق دارای نوارهای متضاد به رنگ‌های بنفش، صورتی، سیاه، خاکستری و سفید است. عقیق‌های بوتسوانا معمولاً اندازهٔ کوچکی دارند و میانگین قطر آن‌ها ۲٫۵ تا ۵ سانتی‌متر است.
- عقیق مالاوی عمدتاً به رنگ قرمز یا نارنجی روشن با نوارهای سفید متضاد دیده می‌شود، هرچند نمونه‌هایی به رنگ صورتی و آبی نیز وجود دارد. این نوع عقیق در مالاوی یافت می‌شود و احتمالاً در سنگ‌های آتشفشانی دورهٔ پرمین شکل گرفته است.
- عقیق در کشورهای مصر، ماداگاسکار، آفریقای جنوبی و زیمبابوه نیز گزارش شده است.[۱۰]

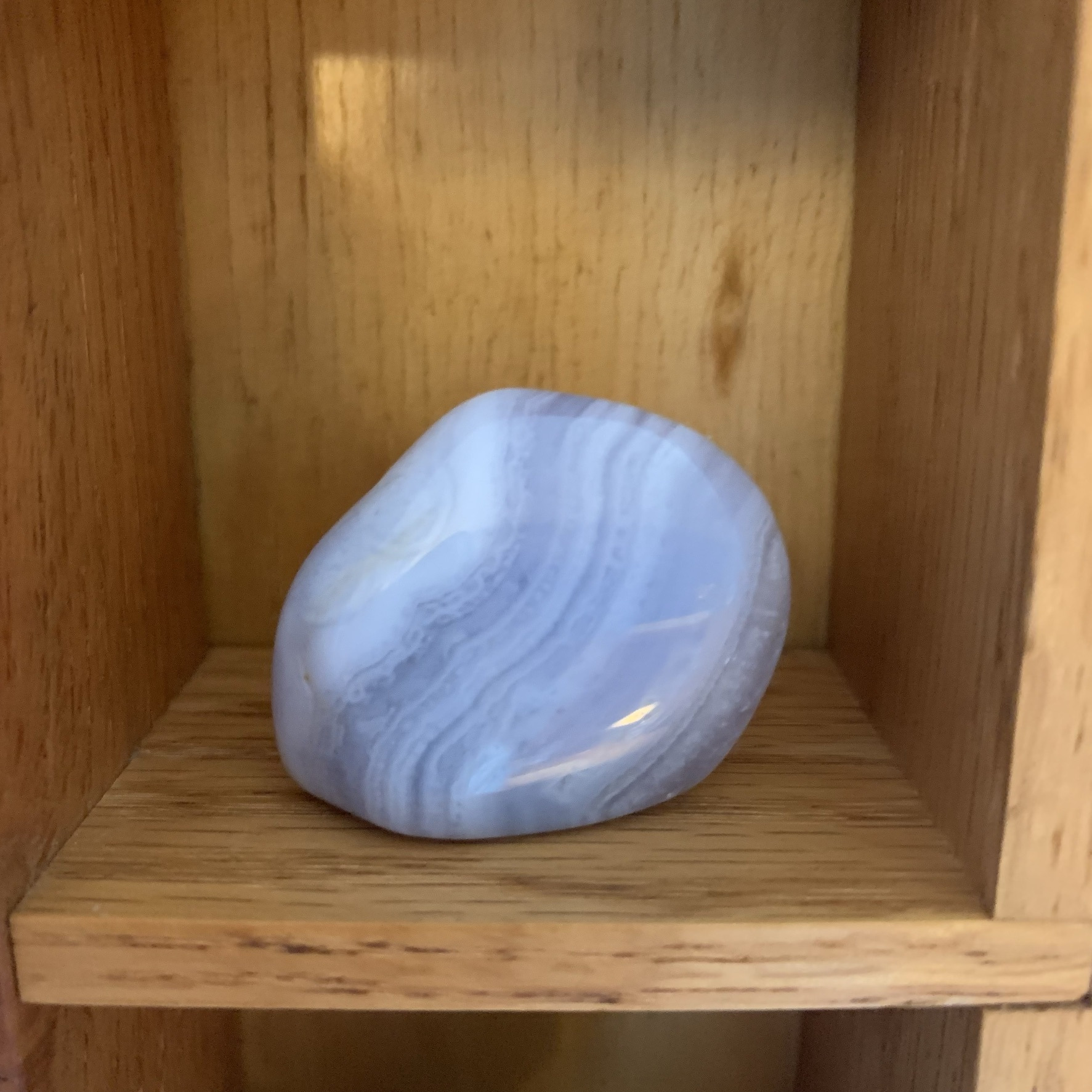
عقیق آبی توری
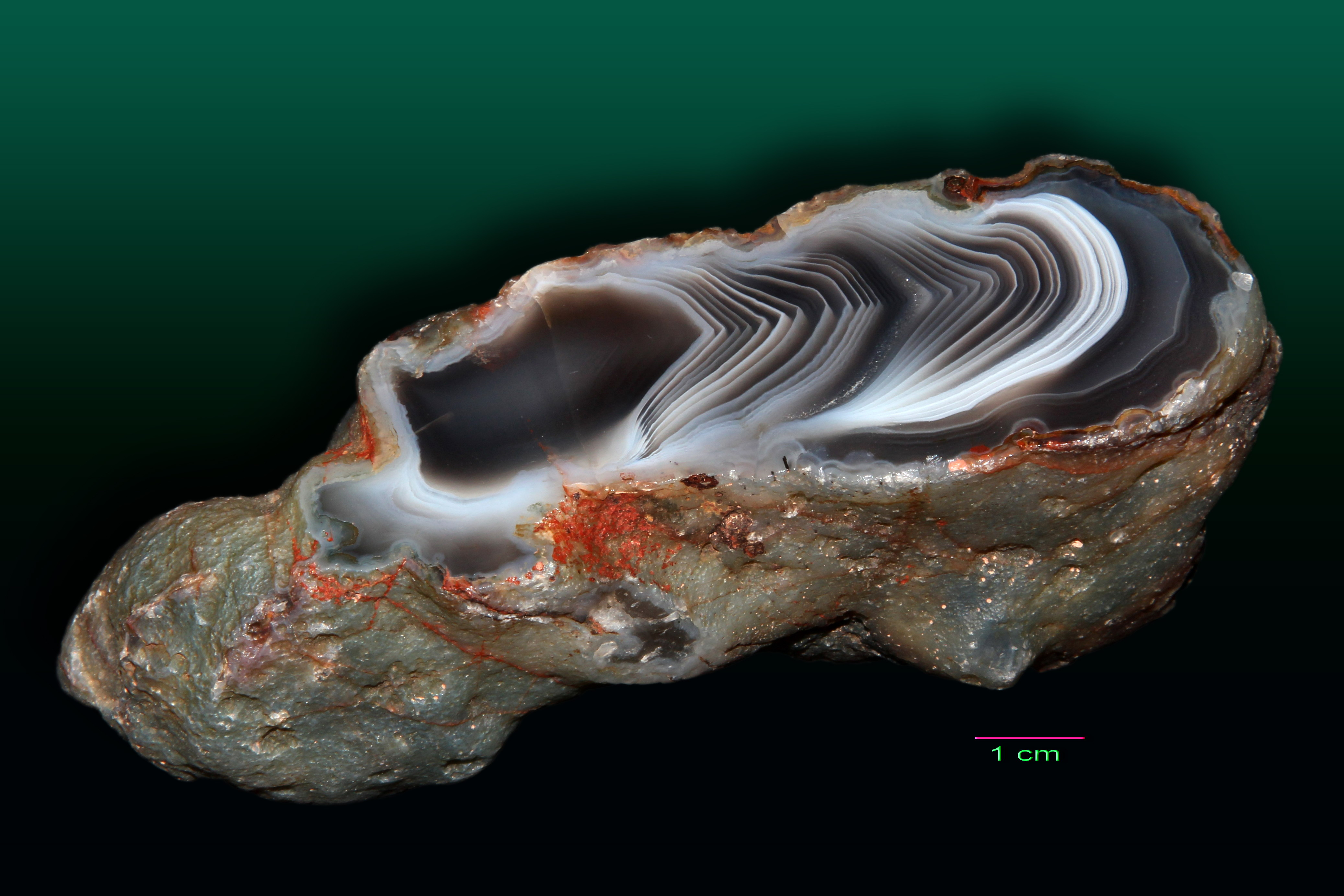
عقیق بوتسوانا
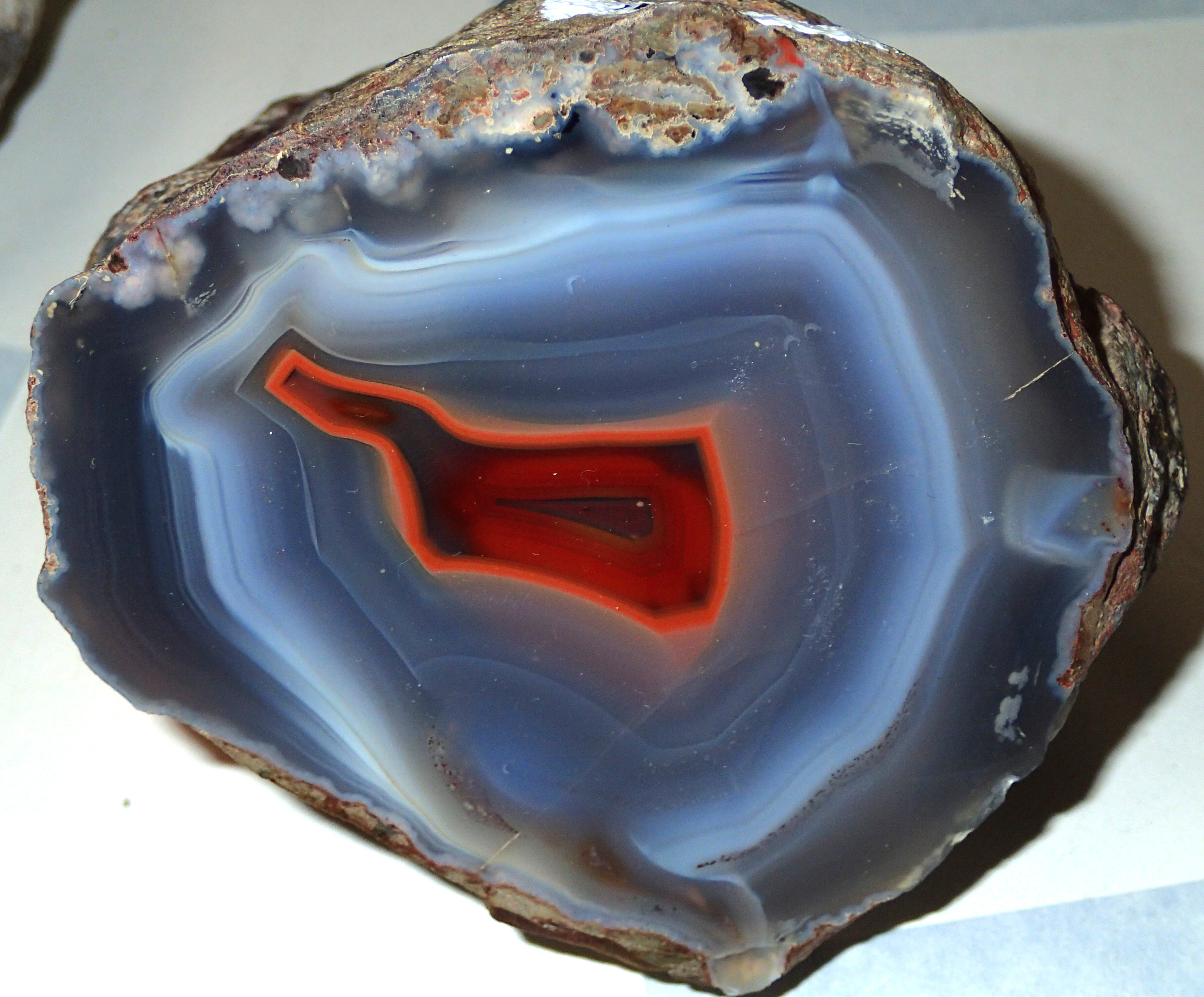
عقیق مالاوی

### جنوبگان
- عقیق‌های نواردار سفید و شفاف توسط دانشمندان در ایستگاه بِلینگز هاوزن، یکی از پایگاه‌های روسی در جزیرهٔ کینگ جورج، شناسایی شده‌اند.[۲۶]

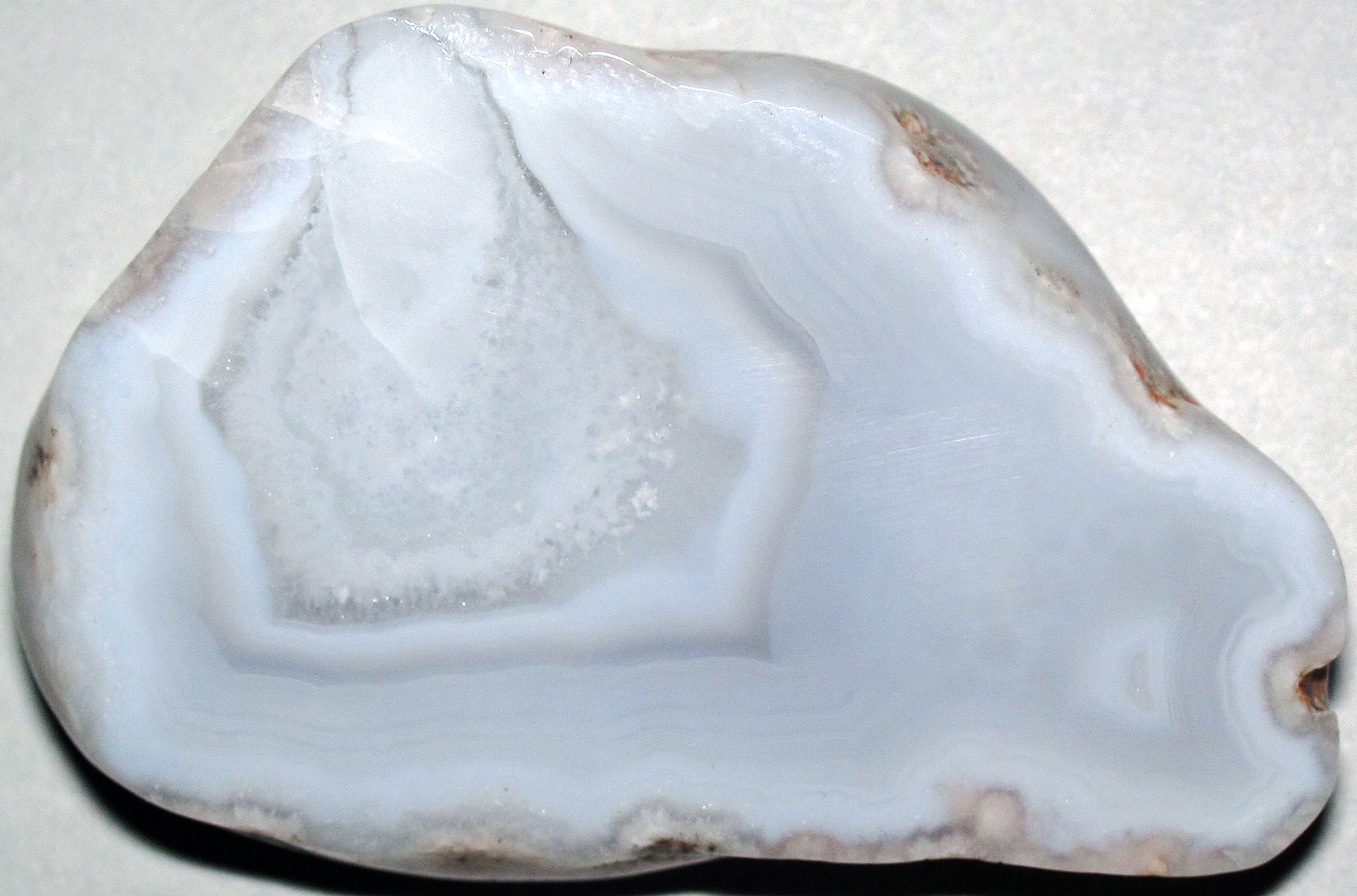
عقیق یافت شده از جزیره کینگ جرج جنوبگان

### آسیا
- هند از اوایل سدهٔ یازدهم میلادی به تولید عقیق شهرت داشته است. این کشور انواعی همچون عقیق کارنلیان، عقیق خزه‌ای و عقیق دندریتی را عرضه کرده است.
- در یمن گونه‌ای از عقیق به نام سنگ موکا یافت می‌شود که نام آن از بندر تاریخی مخا (یا مکها/موکها) در سواحل دریای سرخ گرفته شده است. این عقیق‌ها احتمالاً در نهشته‌های توفیِ مربوط به اواخر الیگوسن و اوایل میوسن شکل گرفته‌اند.
- عقیق در ایران، مغولستان، چین[۱۰] و روسیه[۱۸] نیز گزارش شده است.

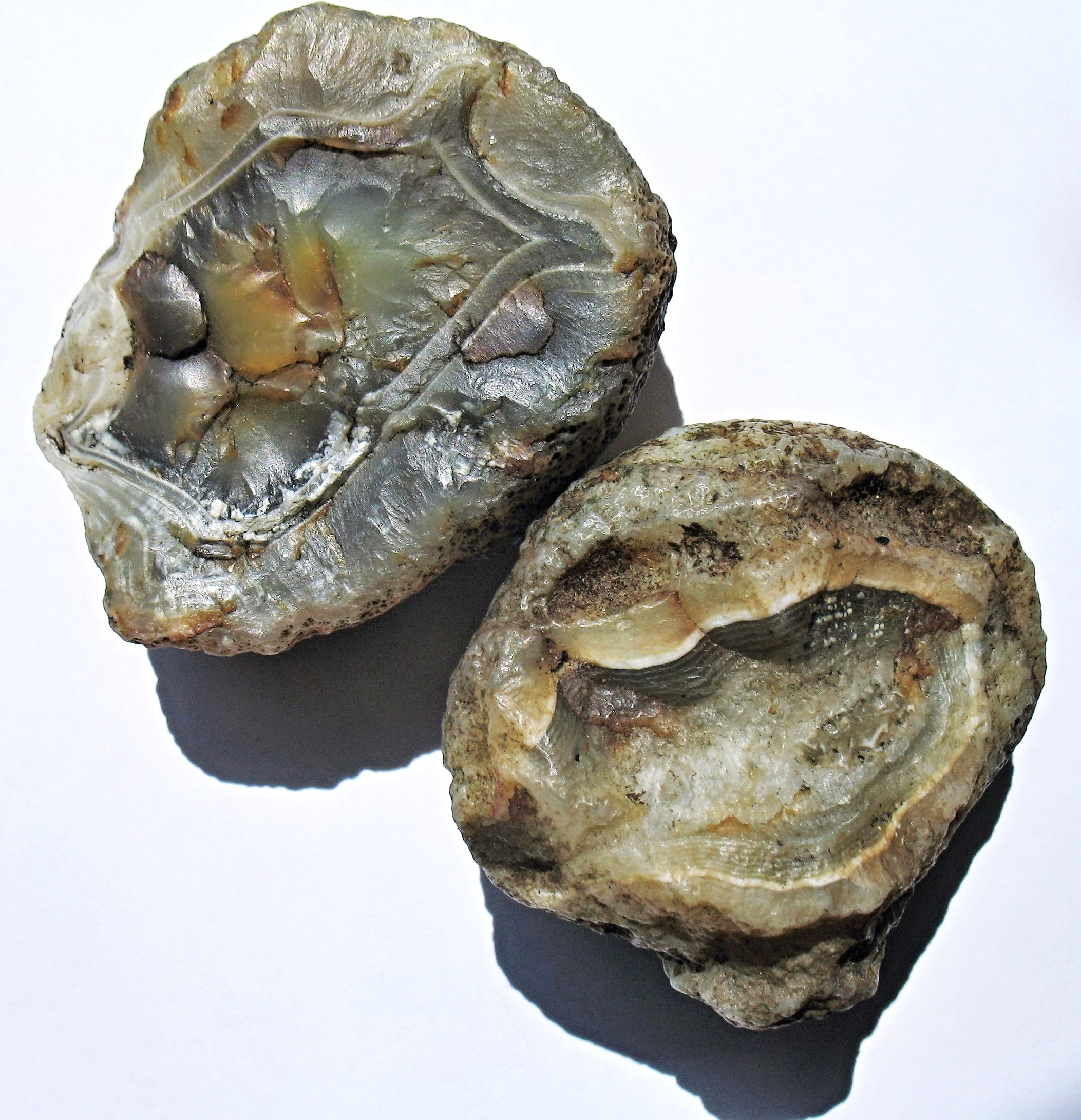
عقیق یافت شده از صحرای گبی در مغولستان

### استرالیا
- عقیق‌های کویینزلند (Queensland agates) که در ایالت کویینزلند یافت می‌شوند، اغلب دارای رنگ‌هایی هستند که در عقیق‌های مناطق دیگر کمتر مشاهده می‌شوند؛ مانند سبز و سبز مایل به زرد. این عقیق‌ها در جریان‌های بازالتیِ دورهٔ پرمین پسین شکل گرفته‌اند. نواربندی افقی (Level banding) در عقیق‌های کویینزلند رایج است، در حالی که شمول‌ها (inclusions) در آن‌ها به‌ندرت دیده می‌شود. افزون بر این، کویینزلند میزبان چندین گونه از تندر اگ‌ها نیز هست که احتمالاً به دورهٔ کرتاسهٔ آغازین بازمی‌گردند.
- عقیق در تاسمانی و سایر نواحی استرالیا نیز گزارش شده است.[۴]: ۱۴۴–۱۴۹

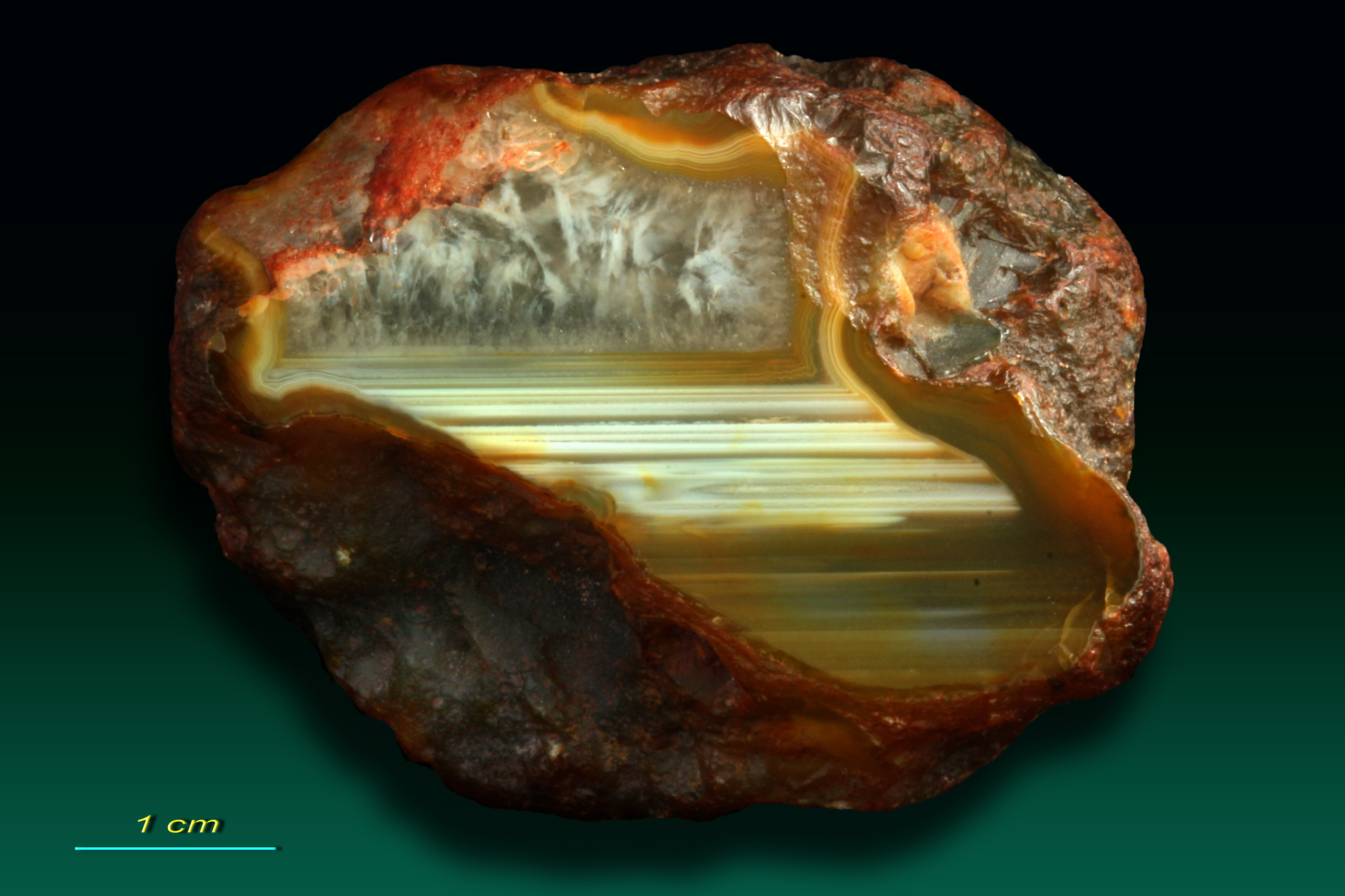
عقیق نواربندی افقی در کوئینزلند

### اروپا
- عقیق برای نخستین بار در سیسیل در سال ۳۵۰ پیش از میلاد توسط دانشمند یونانی «تئوفراستوس» شناسایی شد. در آن زمان، سیسیل یکی از مستعمره‌های یونان باستان به‌شمار می‌رفت. نام «عقیق» از رودخانهٔ «آخاتس» گرفته شده که امروزه با نام «دریلو» شناخته می‌شود. عقیق‌های سیسیل در جریان‌های بازالتی و سنگ‌های پیروکلاستیکی دورهٔ پلیوسن شکل گرفته‌اند.
- آلمان یکی از خاستگاه‌های تاریخی شناخته‌شدهٔ عقیق است. عقیق‌هایی که از سنگ‌های آتشفشانی دورهٔ پرمین استخراج می‌شدند، دست‌کم از سال ۱۳۷۵ میلادی در منطقهٔ «ایدار-اوبرشتاین» فرآوری می‌گردیدند و برخی منابع این فعالیت را به دوران امپراتوری روم نسبت می‌دهند. عقیق‌های این منطقه بیشتر به رنگ‌های سرخ و صورتی دیده می‌شوند، هرچند رنگ‌های دیگر نیز گزارش شده است. بسیاری از نمونه‌های موزه‌ای از این منطقه دارای ویژگی‌هایی همچون چشمک‌ها (eye agate)، لوله‌ها، خزه‌ای (moss agate)، پرمانند (plume) و ساژنیت هستند.
- اسکاتلند از منابع غنی و متنوع عقیق به‌شمار می‌رود و دست‌کم ۵۰ محل اصلی وجود این کانی در آن شناسایی شده است. عقیق‌های اسکاتلندی طی چند صد سال در ساخت جواهرات کاربرد داشته‌اند، به‌ویژه در دوران ویکتوریا. این عقیق‌ها در دو نوع سنگ شکل گرفته‌اند: آندزیت متعلق به دورهٔ دونین پیشین و بازالت متعلق به دورهٔ سومین. ذخایر آندزیتی اهمیت بیشتری دارند و از «استون‌هیون» در شمال‌شرق تا جنوب «ایر» در جنوب‌غرب امتداد می‌یابند. عقیق‌های بازالتی بیشتر در جزایر غربی اسکاتلند قرار دارند و به‌طور کلی «عقیق‌های جزایر کوچک» نامیده می‌شوند. رنگ‌های این عقیق‌ها متنوع است و نوارهای آن‌ها در طیفی از آبی، خاکستری، بنفش، صورتی، قهوه‌ای، نارنجی یا سرخ دیده می‌شود.
- در انگلستان، گونه‌ای از گرهک‌ها یا ژئودهای عقیق به نام «سنگ‌های گلدانی» یا «سنگ‌های سیب‌زمینی» در مناطق «بریستول» و «سامرست» یافت می‌شوند. این نمونه‌ها معمولاً شامل عقیقی سرخ‌رنگ و نواردار هستند که پیرامون حفره‌ای توخالی پوشیده از بلورهای درشت کوارتز قرار گرفته است، هرچند برخی کاملاً با عقیق پر شده‌اند. گونه‌های دیگری از عقیق نیز در سایر نقاط انگلستان شناسایی شده‌اند.
- عقیق همچنین در ولز، جمهوری چک، لهستان، فرانسه[۱۰] و بسیاری دیگر از کشورهای اروپایی یافت می‌شود.[۱۸]

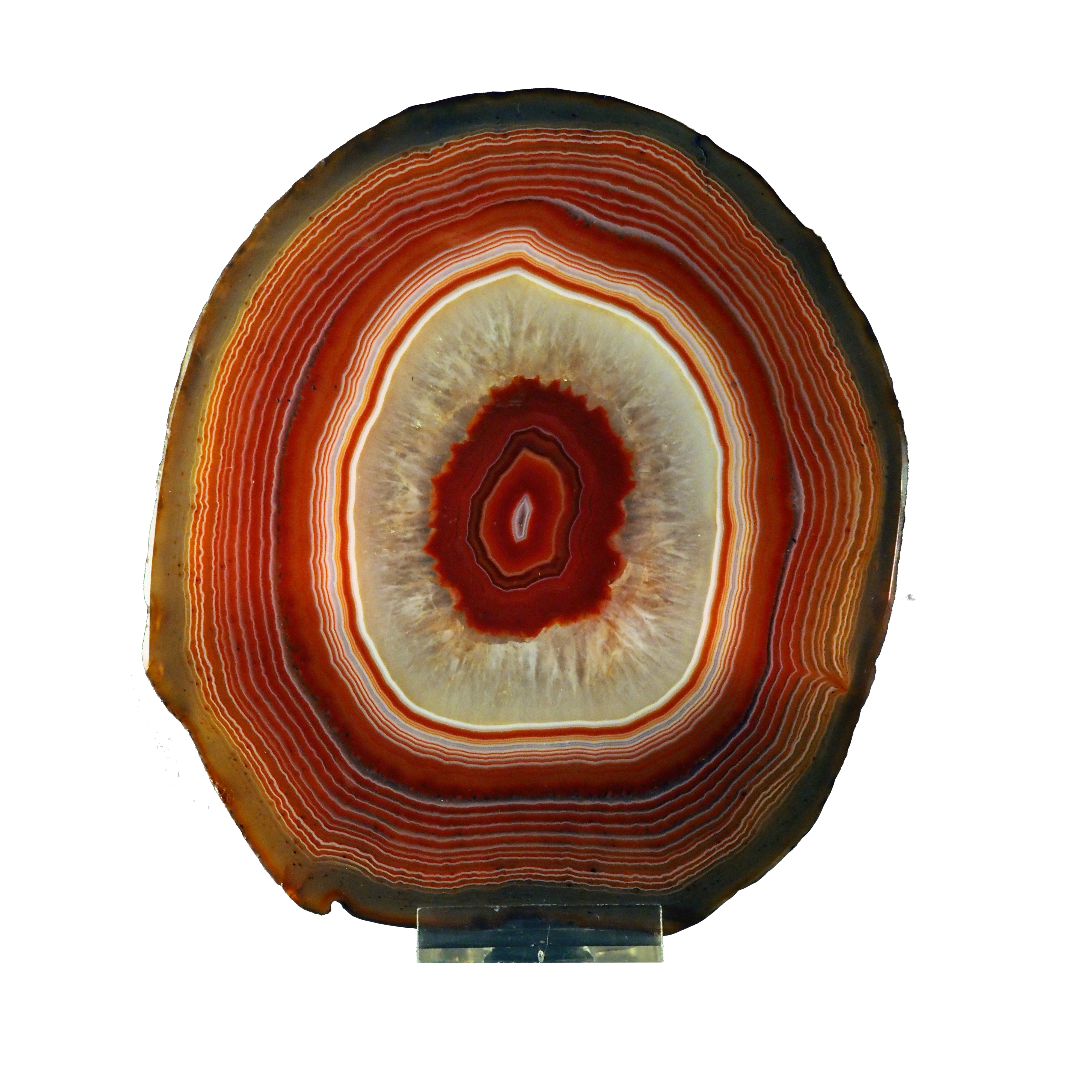
عقیق منطقه ایدار-اوبرشتاین آلمان
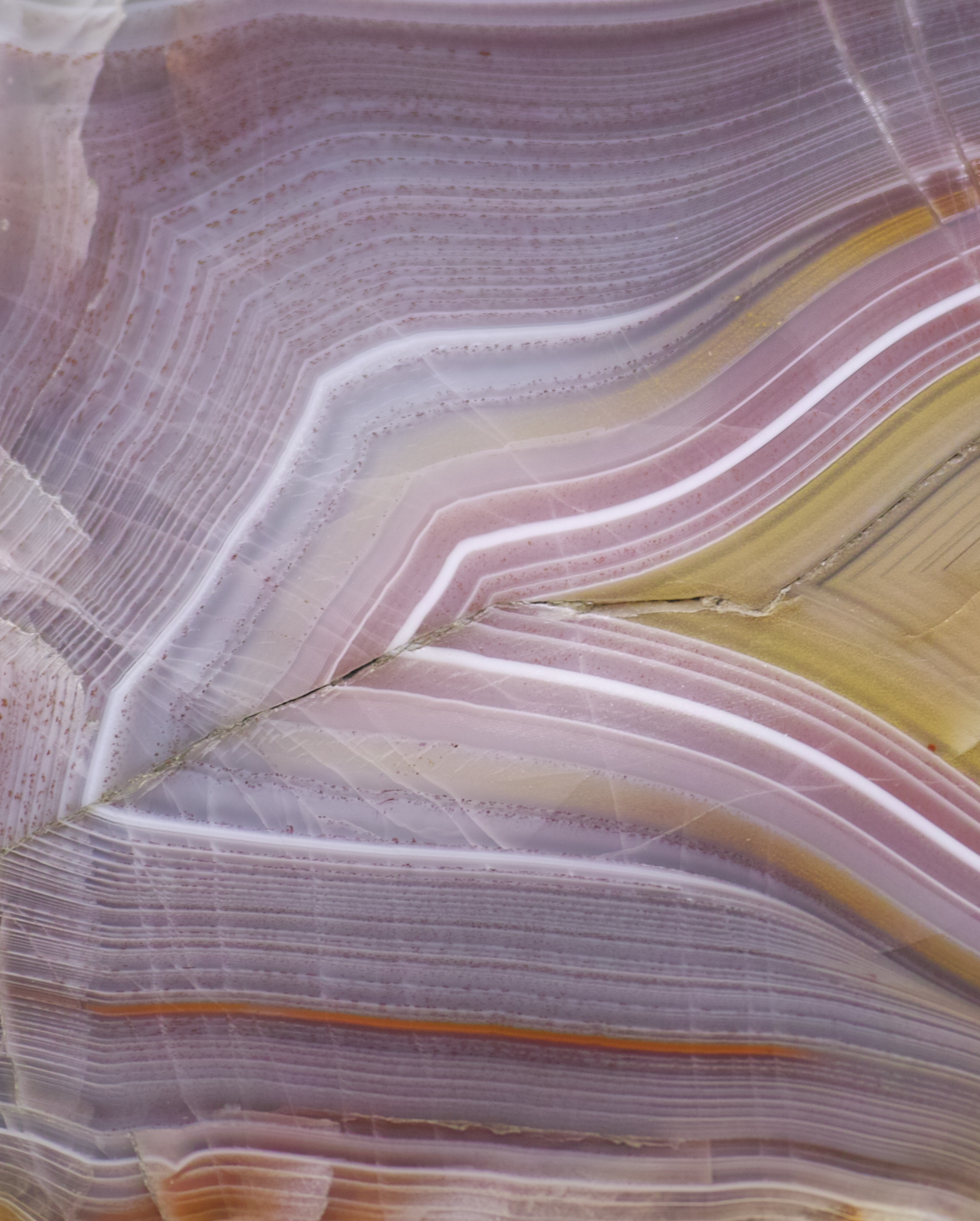
نمای نزدیکی از عقیق آیرشایر اسکاتلند
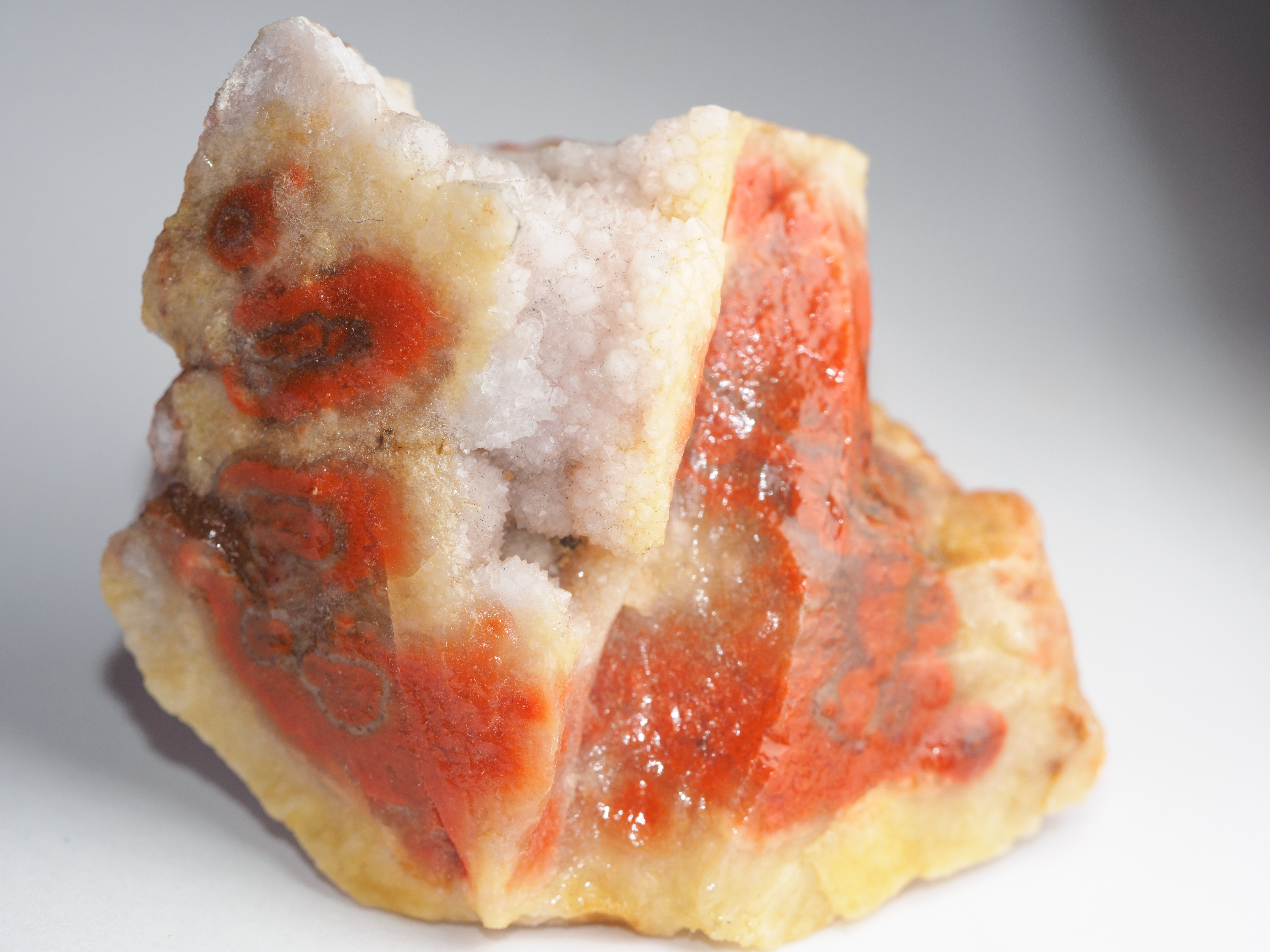
عقیق انگلستان معروف به سنگ سیب زمینی
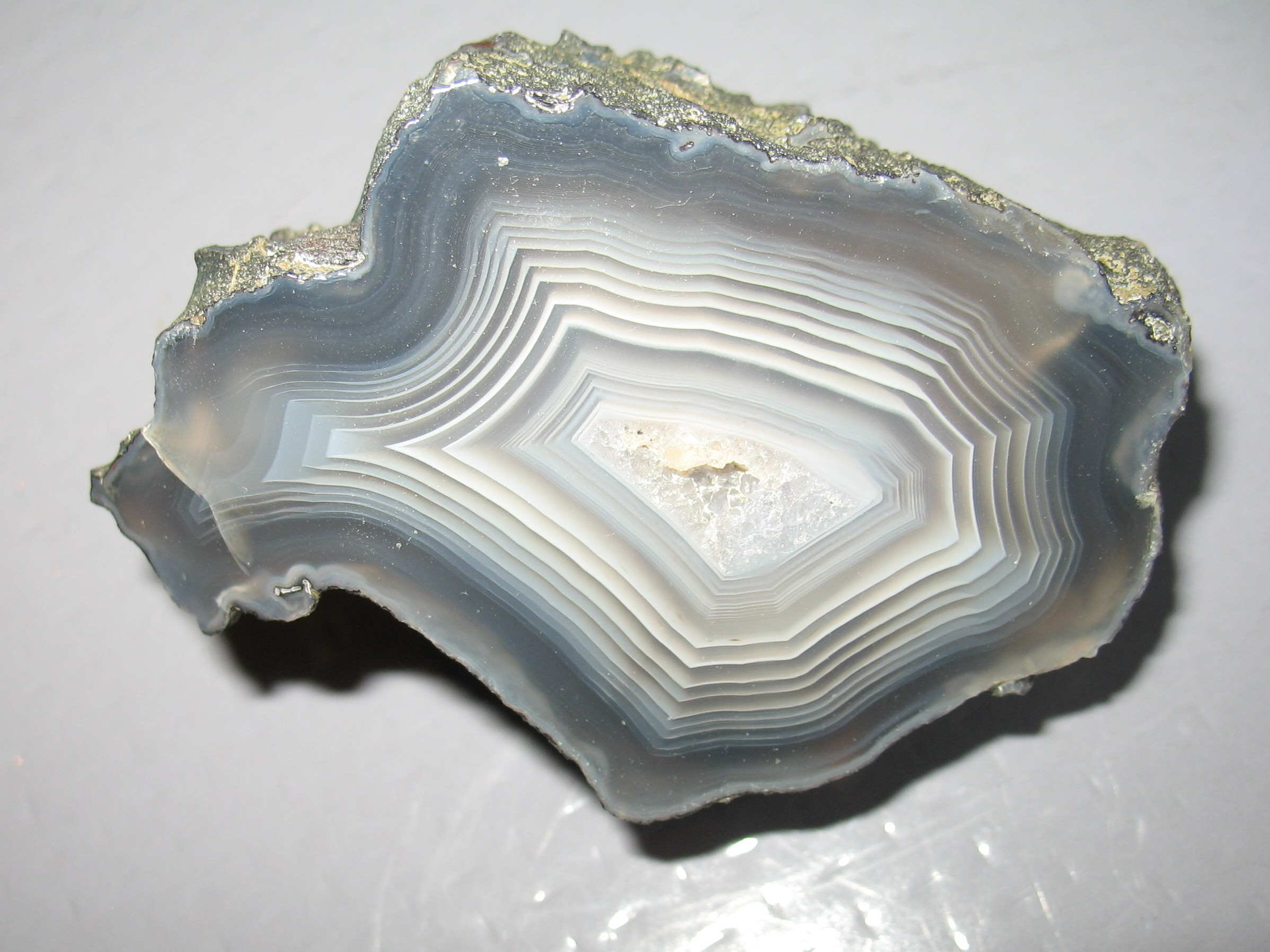
عقیقی از جمهوری چک

### آمریکای شمالی
- عقیق بُلی (Boley Agates): عقیق‌های رسوبی از دوره پنسیلوانی. در لایه کنگلومرات بُلی از تشکیلات واموسا در اوکلاهاما مرکزی یافت می‌شوند. عقیق‌های بُلی معمولاً همراه با چرت بریچیاته هستند.[۲۷]
- عقیق کولدواتر (Coldwater Agates): عقیق‌های رسوبی که در لایه‌های سنگ آهک و دولومیت با منشأ دریایی تشکیل شده‌اند. مانند عقیق‌های آتشفشانی، عقیق‌های کولدواتر از ژل‌های سیلیکایی که حفره‌ها و درزهای بستر سنگ را پوشانده‌اند شکل گرفته‌اند. این عقیق‌ها معمولاً کم‌رنگ‌تر بوده و خطوط بندبندی خاکستری و سفید دارند.[۲۸]
- عقیق کریزی لِیس (Crazy Lace Agate): عقیق رنگارنگ از مکزیک با الگوی پیچیده و توزیع تصادفی خطوط و قطره‌های دایره‌ای در سراسر سنگ. رنگ غالب آن قرمز و سفید است، اما ترکیب‌های زرد و خاکستری نیز دیده می‌شود.[۲۹] این عقیق رگه‌ای در سنگ رسوبی از دوره کرتاسه دیرینه تشکیل شده است.[۱۰]
- ژئود دوگوِی (Dugway Geodes): نوعی تاندِر اِگ یافت‌شده در یوتا، معمولاً خاکستری روشن تا آبی و اغلب دارای حفره‌های توخالی با کوارتز دروزی است.[۱۰]
- عقیق فِیربورن (Fairburn Agates): عقیق‌های مستحکم و کمیاب، نام‌گذاری شده به افتخار فِیربورن، داکوتای جنوبی. عقیق‌های رسوبی که در دوره پنسیلوانی شکل گرفته و سپس در اواخر دوره الیگوسن از سنگ میزبان فرسایش یافته و دوباره رسوب کرده‌اند.[۳۰]
- عقیق لاگونا (Laguna Agate): عقیق رنگارنگ که نخستین بار در اوخو لاگونا، چیهواوا، مکزیک کشف شد. دارای بندهای زنده قرمز، نارنجی، صورتی یا بنفش، در آندزیت تشکیل شده و از نظر زمین‌شناسی جوان است. اغلب شامل شمولیت‌ها و بسیاری دارای بندهای سایه‌ای هستند.[۱۰]
- عقیق دریاچه ساپریور (Lake Superior Agates): قدیمی‌ترین عقیق‌های جهان، تشکیل شده به‌عنوان ندول در بازالت تا ۱٫۲ میلیارد سال پیش در اواخر دوره پیشاکمبری. عمدتاً در نزدیکی سواحل دریاچه ساپریور در ایالات مینه‌سوتا، میشیگان و ویسکانسین آمریکا و استان انتاریوی کانادا یافت می‌شوند. این عقیق‌ها به نام دریاچه نامگذاری نشده‌اند، بلکه از رسوبات یخچالی دریاچه ساپریور گرفته شده‌اند.[۳۱] این رسوبات همچنین به بخش‌هایی از آیووا، نبراسکا، کانزاس و میزوری گسترش دارند و عقیق‌های دریاچه ساپریور توسط رودخانه می‌سی‌سی‌پی به سمت جنوب تا آرکانزاس و لوئیزیانا منتقل شده‌اند. بندهای آن‌ها در طیف‌های قرمز، نارنجی، زرد، قهوه‌ای، سفید و خاکستری دیده می‌شوند و می‌توانند شامل ویژگی‌های ساختاری مانند چشم، لوله، ساژنیت، دندریت‌ها، گسل‌ها و ژئودها باشند.[۹]
- عقیق لیزایت (Lysite Agate): عقیق رگه‌ای نام‌گذاری شده به افتخار کوه لیزایت، وایومینگ. اغلب رنگارنگ و ممکن است شامل خزه و پر باشد.[۱۰]
- عقیق آبی نبراسکا (Nebraska Blue Agate): عقیق رسوبی با الگوهای دندریتی که در دوره الیگوسن تشکیل شده و در شمال غربی نبراسکا و جنوب غربی داکوتای جنوبی یافت می‌شود.[۱۰]
- عقیق‌های اورگن (Oregon Agates): انواع مختلفی از جمله تاندِر اِگ‌ها که در خاکستر ریولیتی تشکیل شده و دارای پوسته قهوه‌ای ریولیتی و داخل پر از عقیق آبی و سفید هستند. عقیق هالی بلو (Holley Blue Agate) عقیق نادری به رنگ بنفش تا آبی است که تنها در نزدیکی هالی، اورگن یافت می‌شود.[۱۰]
- سنگ رودخانه پاتوکسنت (Patuxent River Stone): عقیق قرمز و زرد که تنها در مریلند یافت می‌شود و سنگ رسمی ایالت مریلند است.[۳۲]
- عقیق سوئیت‌واتر (Sweetwater Agates): عقیق‌های کوچک خزه‌ای یافت شده در ماسه‌سنگ‌های دوره میوسن نزدیک رودخانه سوئیت‌واتر، وایومینگ. شامل دندریت‌های قهوه‌ای یا سیاه و دارای فلورسانس در نور UV.[۱۰]
- عقیق توریتلا (Turritella Agate): عقیق‌های فسیلی از باقی‌مانده‌های گونه منقرض‌شده حلزون آب شیرین (Elimia tenera) با صدف مارپیچی کشیده. نام‌گذاری اشتباه است، زیرا ابتدا تصور می‌شد از جنس Turritella باشد. در تشکیلات رودخانه سبز، وایومینگ یافت می‌شود.[۳۳]
- سایر انواع: عقیق‌ها تقریباً در همه ایالت‌های آمریکا، شمال مکزیک و استان‌های کانادا (نوا اسکوشیا، مانیتوبا، بریتیش کلمبیا) یافت می‌شوند.[۱۰]

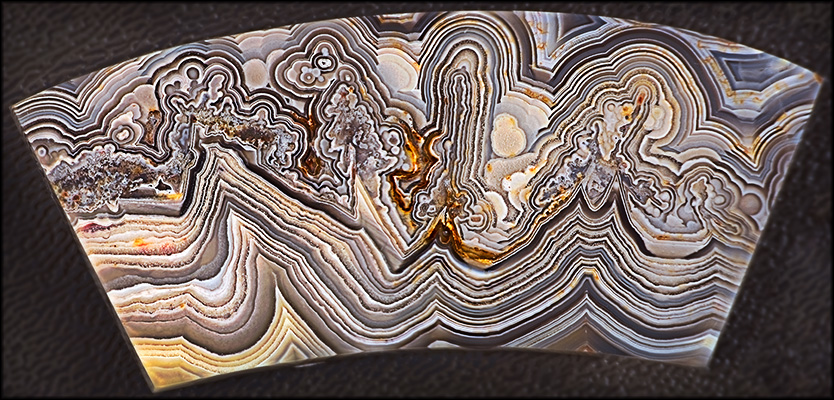
عقیق کریزی لیس
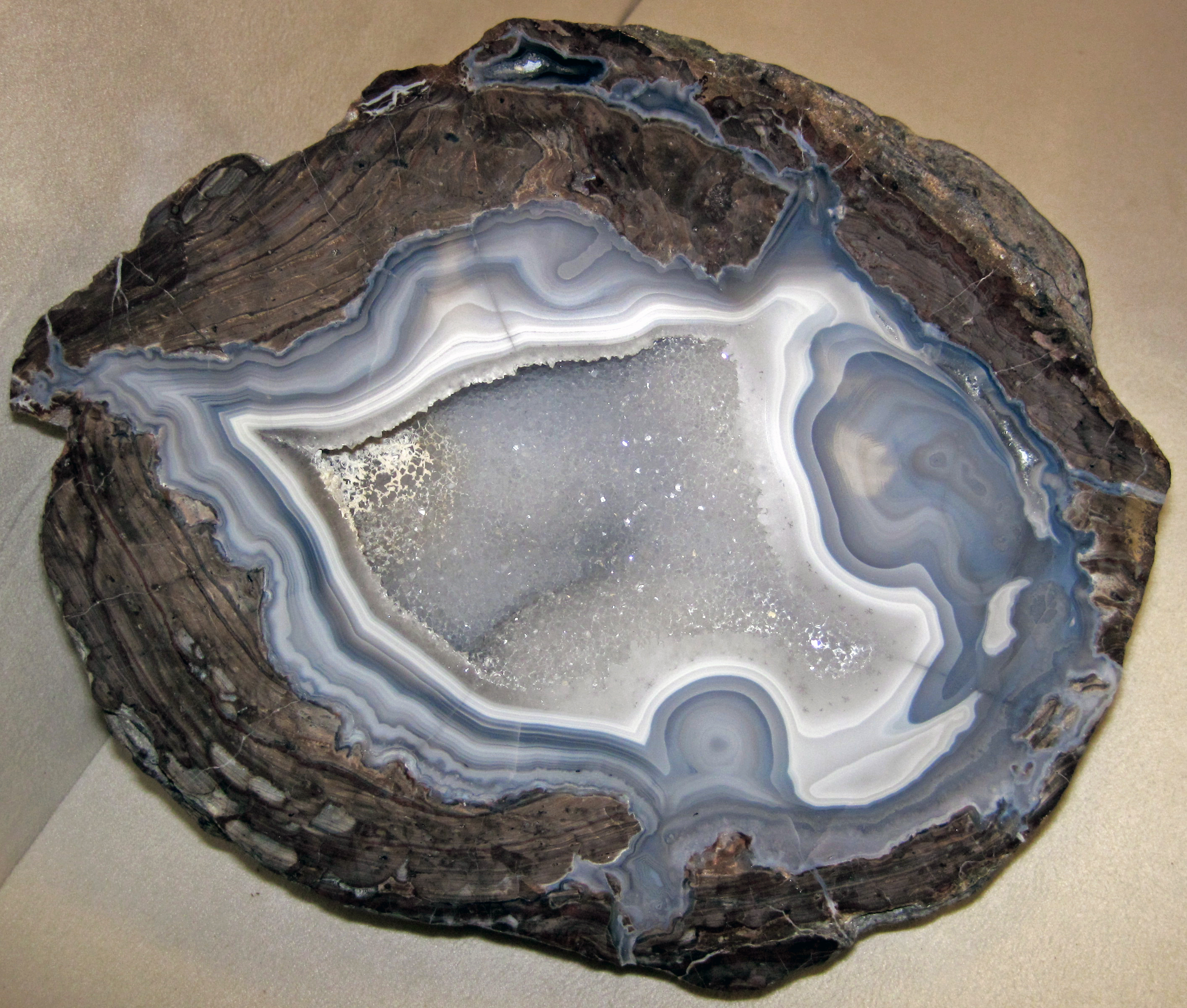
یک ژئود از یوتا
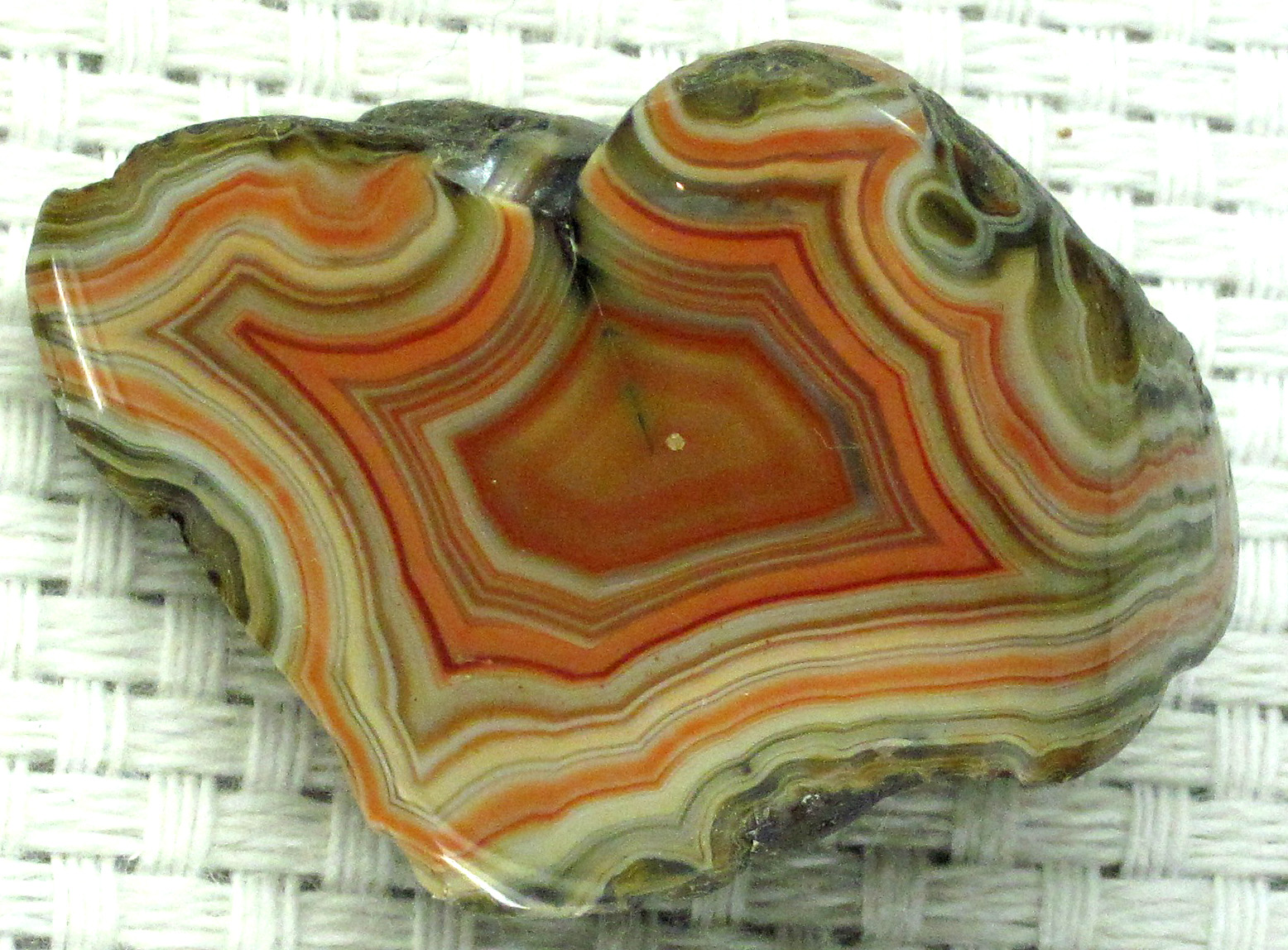
عقیق فیربورن داکوتای جنوبی
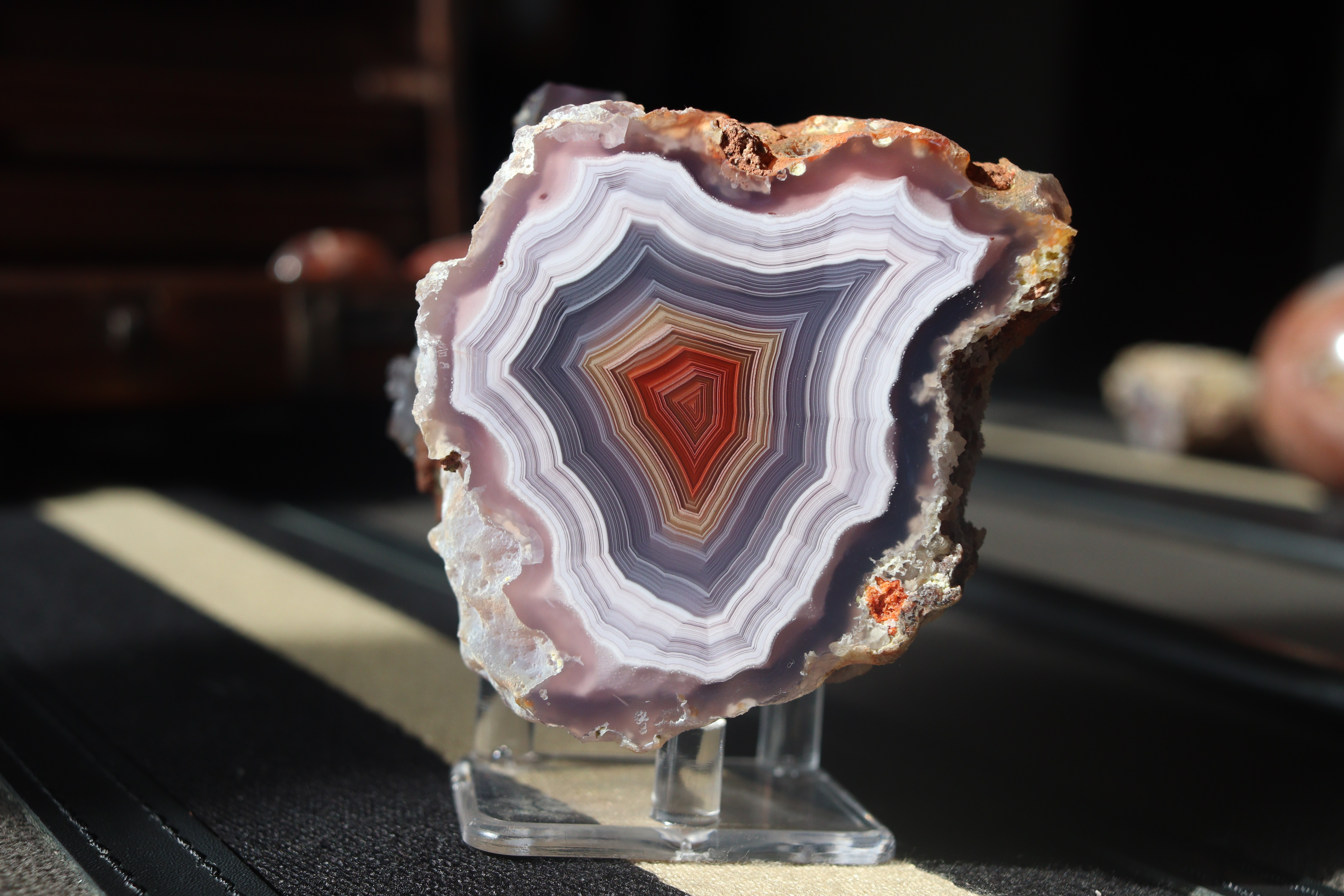
عقیق لاگونا
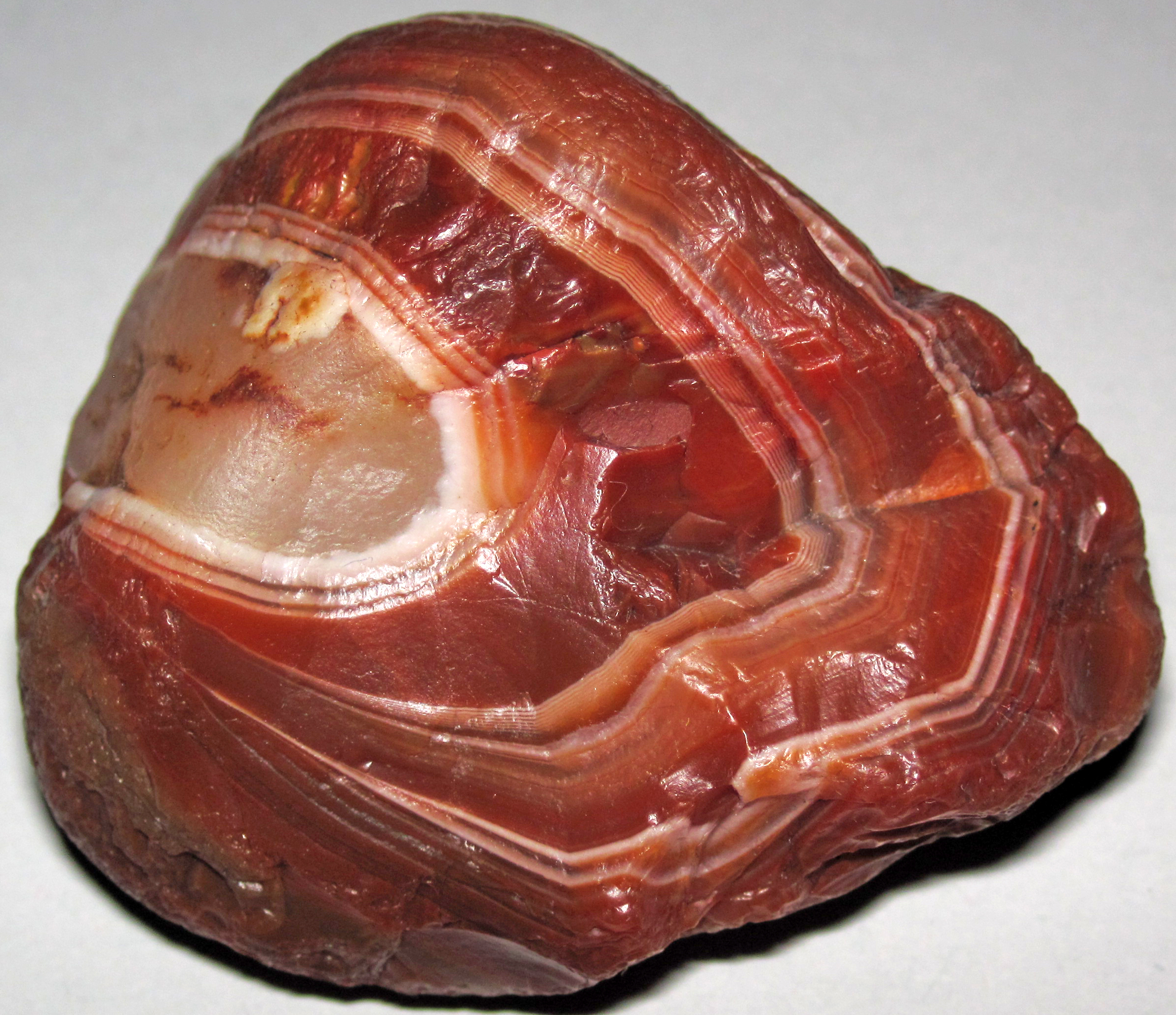
عقیق دریاچه سوپریر در میشیگان
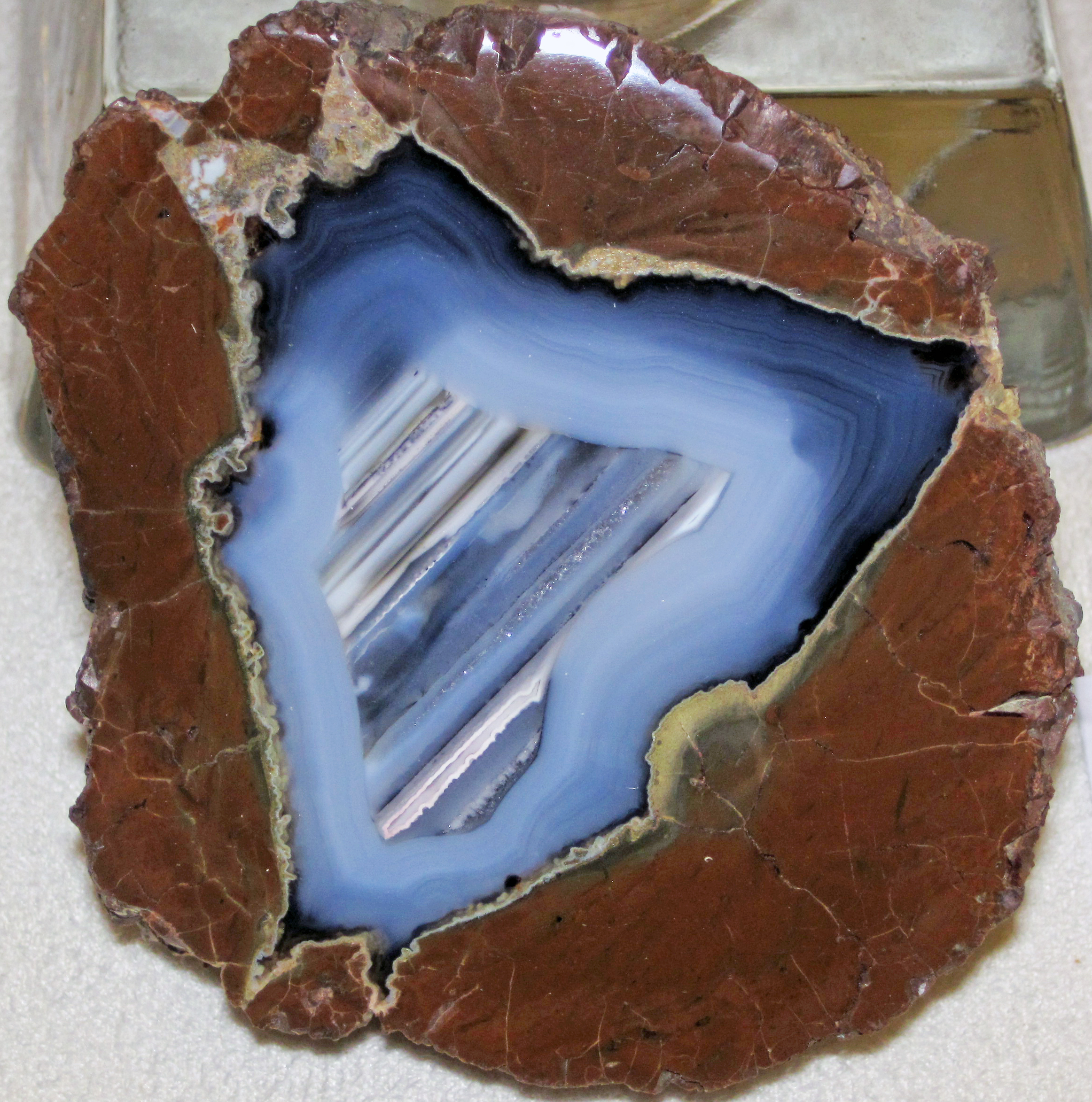
عقیق تاندر اگ از اورگان
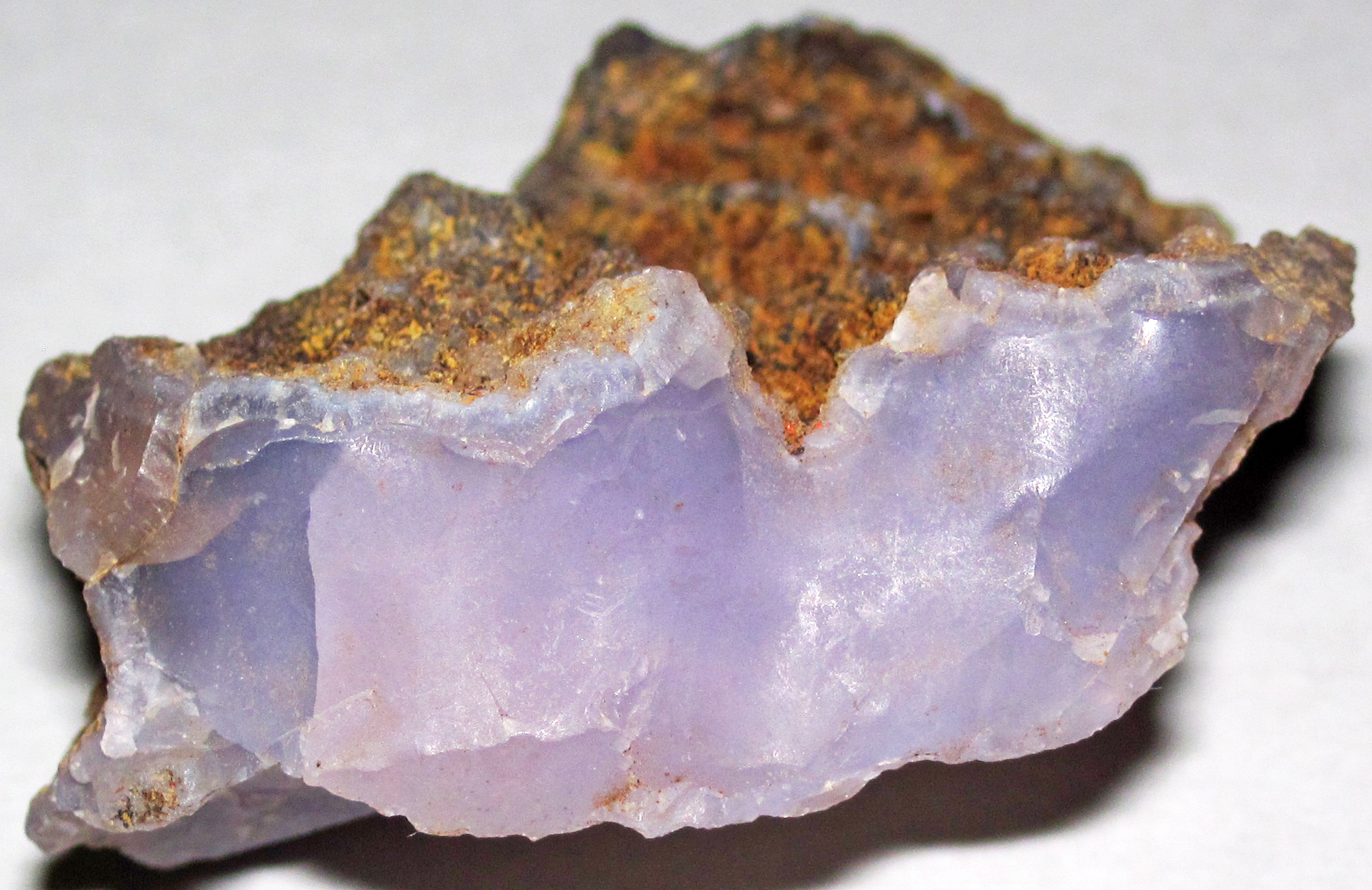
عقیق آبی اورگان
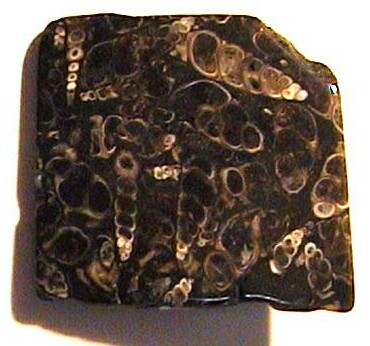
عقیق توریتلا
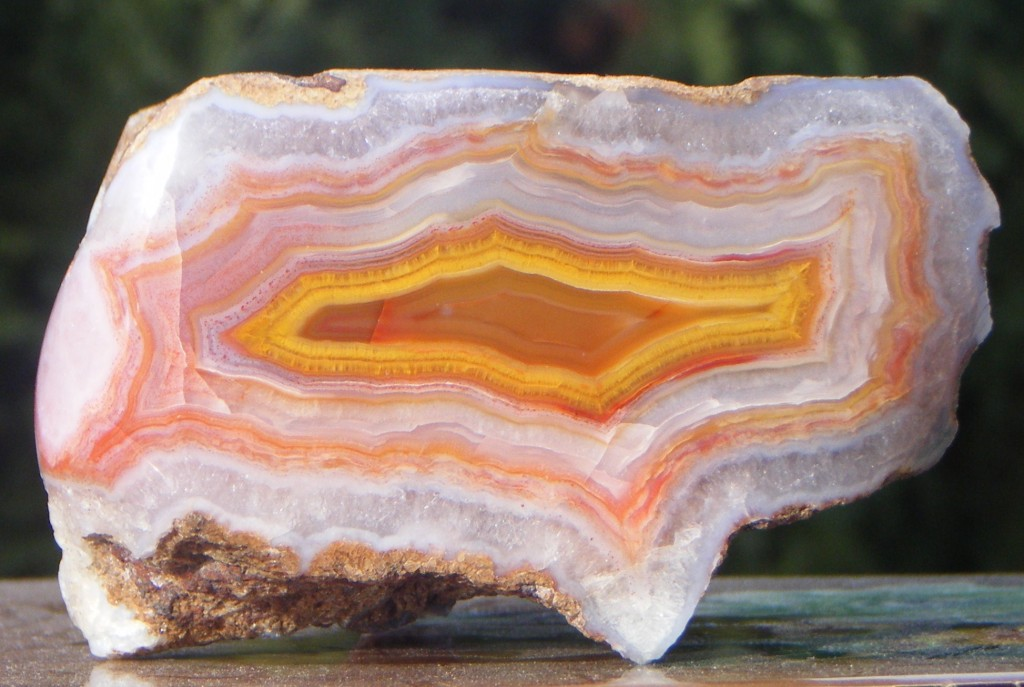
عقیقی از بریتیش کلمبیا

### آمریکای جنوبی
- عقیق برزیلی (Brazilian Agate): احتمالاً یکی از بزرگ‌ترین عقیق هاست. قطر آن‌ها می‌تواند به ۰٫۹ متر (۳٫۰ فوت) برسد و وزنشان بیش از ۱۲۰ کیلوگرم (۲۶۰ پوند) باشد. عقیق‌های برزیلی عمدتاً به صورت ندول و ژئود در خاکستر و بازالت آتشفشانی تجزیه‌شده از دوره پرمین دیرین یافت می‌شود. بزرگ‌ترین ذخایر در ایالت ریو گراند دو سول برزیل قرار دارد، اما مقادیر قابل توجهی نیز در سراسر جنوب شرقی برزیل یافت می‌شود. برخی نمونه‌ها می‌توانند بسیار رنگارنگ باشند و ویژگی‌هایی مانند چشم، لوله، دندریت و ساژنیت را شامل شوند. با این حال، بیشتر عقیق‌های برزیلی استخراج‌شده به‌طور طبیعی زرد کم‌رنگ، خاکستری یا بی‌رنگ هستند و قبل از عرضه به بازار به‌صورت مصنوعی رنگ‌آمیزی می‌شوند.
- عقیق کندور (Condor Agates): در استان مندوزای آرژانتین یافت می‌شوند. معمولاً دارای بندهای مستحکم قرمز و زرد روشن هستند و ممکن است شمولیت‌های خزه‌ای یا ساژنیتی داشته باشند. سایر انواع عقیق نیز در منطقه پاتاگونیا آرژانتین یافت می‌شوند، از جمله عقیق دهانه‌ای (Crater Agate) که معمولاً ندول‌های توخالی با بندهای سیاه و قرمز است و عقیق پوما (Puma Agate) که از مرجان عقیق شده تشکیل شده است.
- اروگوئه: اولین منبع عمده عقیق در آمریکای جنوبی بود. عقیق‌ها در این کشور در سال ۱۸۳۰ کشف شدند، اما منابع همسایه در برزیل در اواخر قرن نوزدهم و بیستم محبوب‌تر شدند.
- سایر مناطق: عقیق‌ها همچنین در شیلی و پرو یافت شده‌اند.[۱۰]

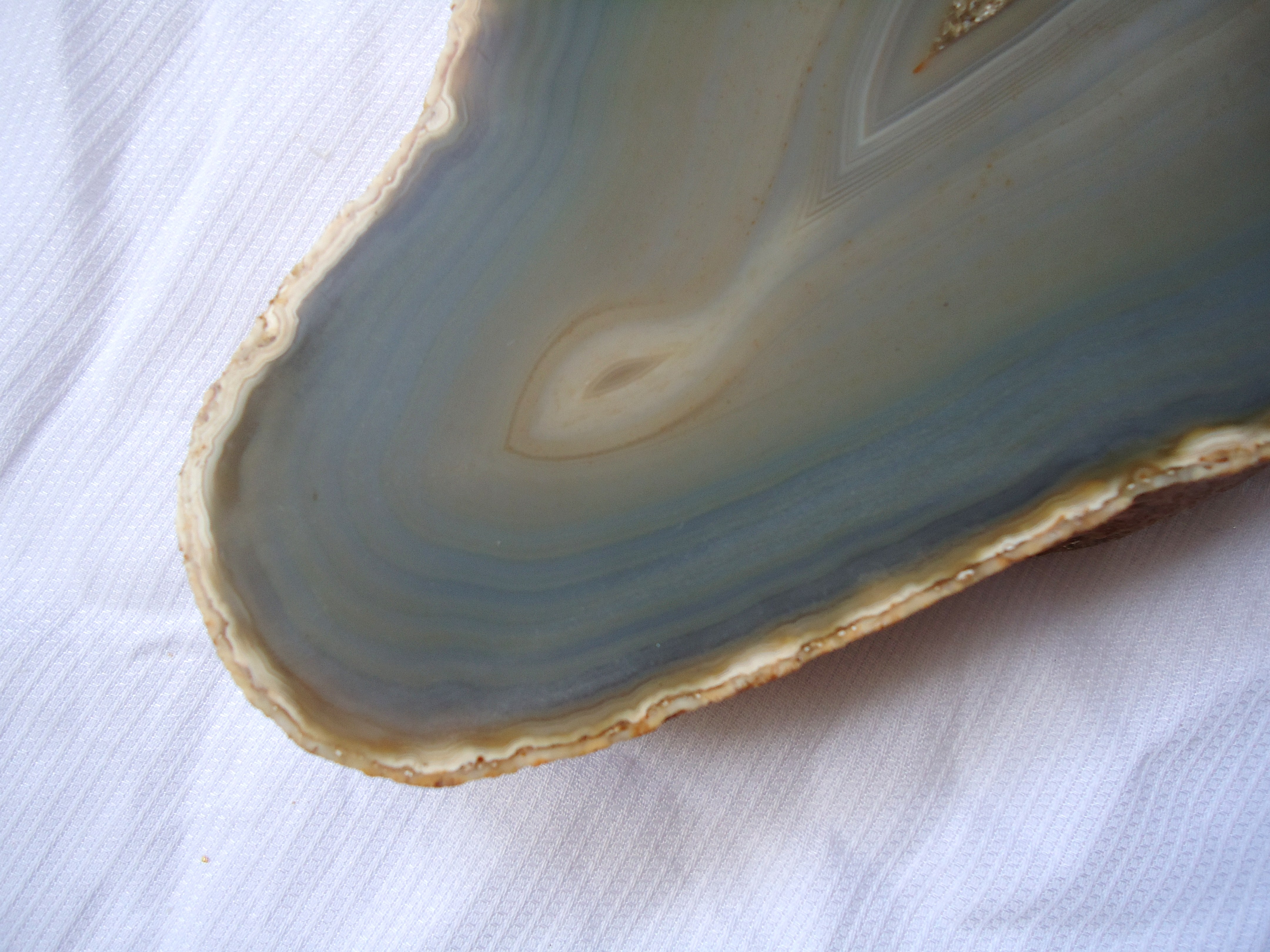
عقیق طبیعی برزیل
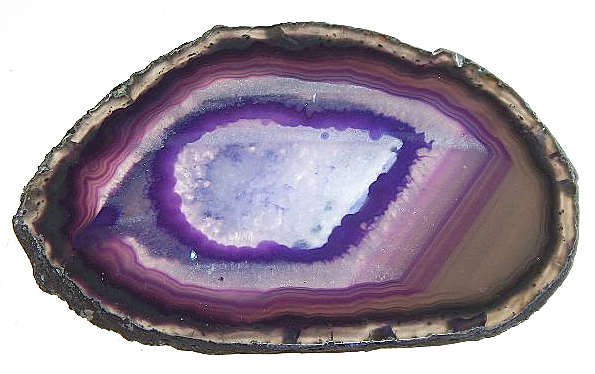
عقیق رنگ شده برزیل
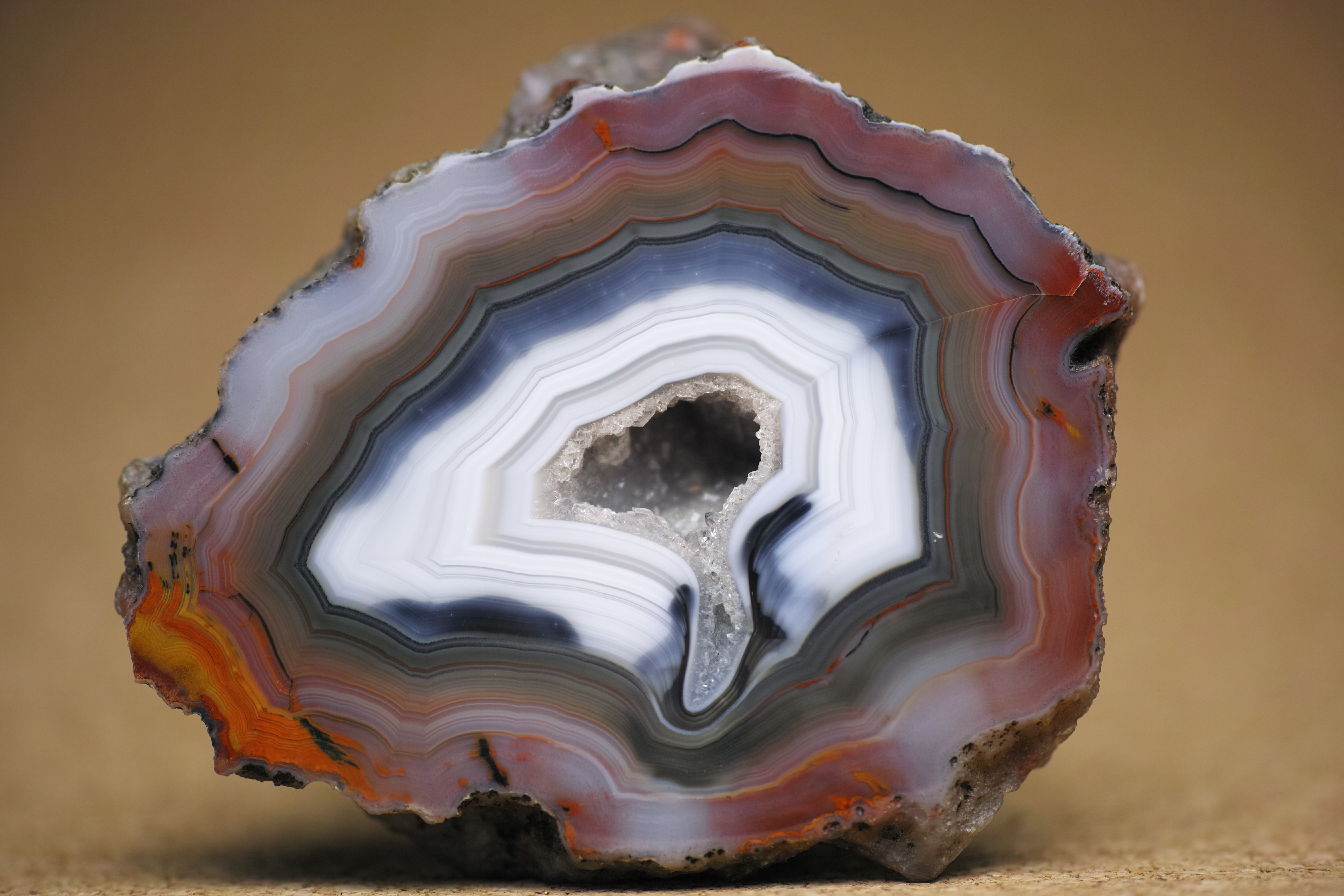
عقیق کندر
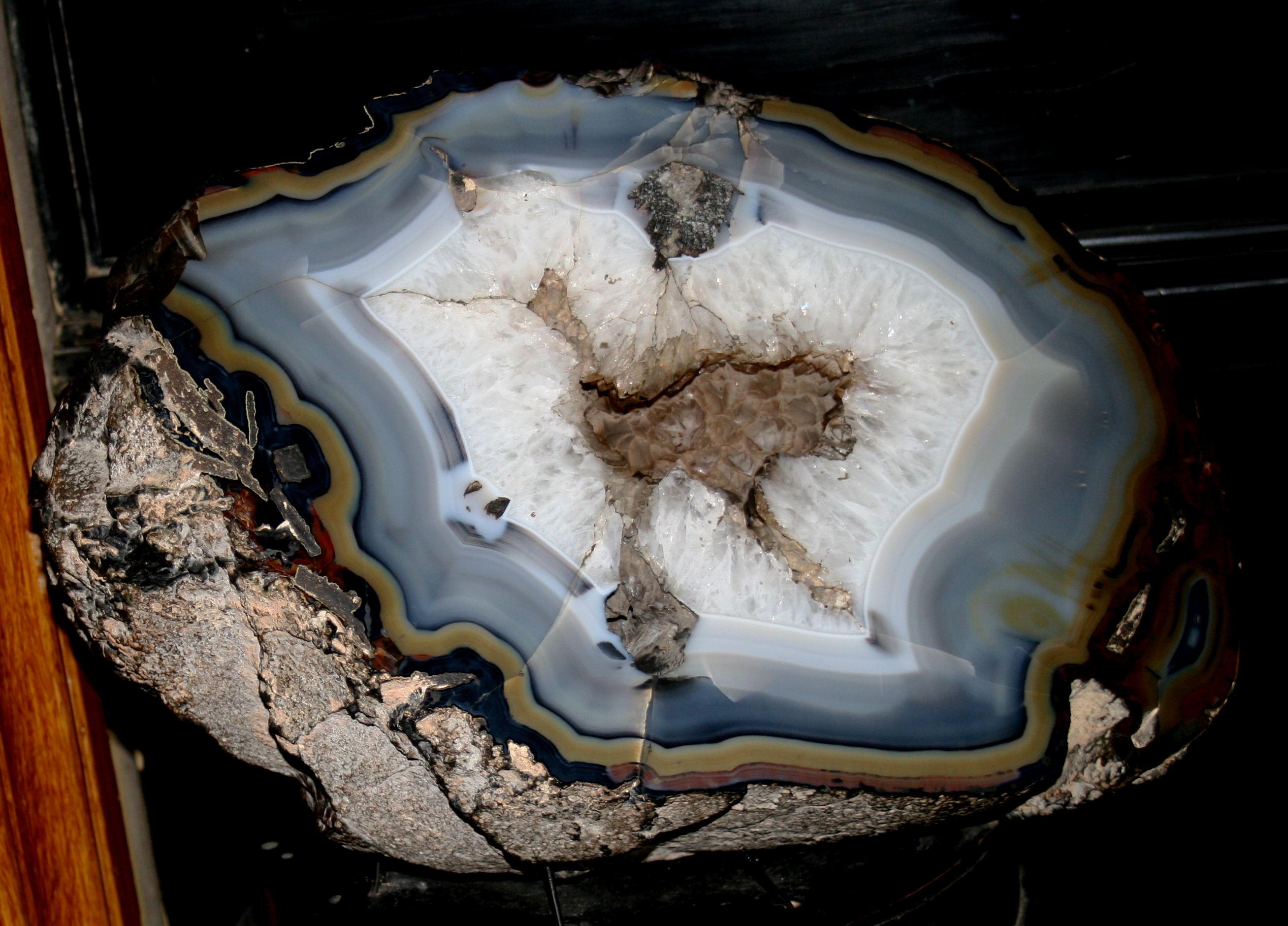
عقیق اروگوئه

## معادن عقیق ایران

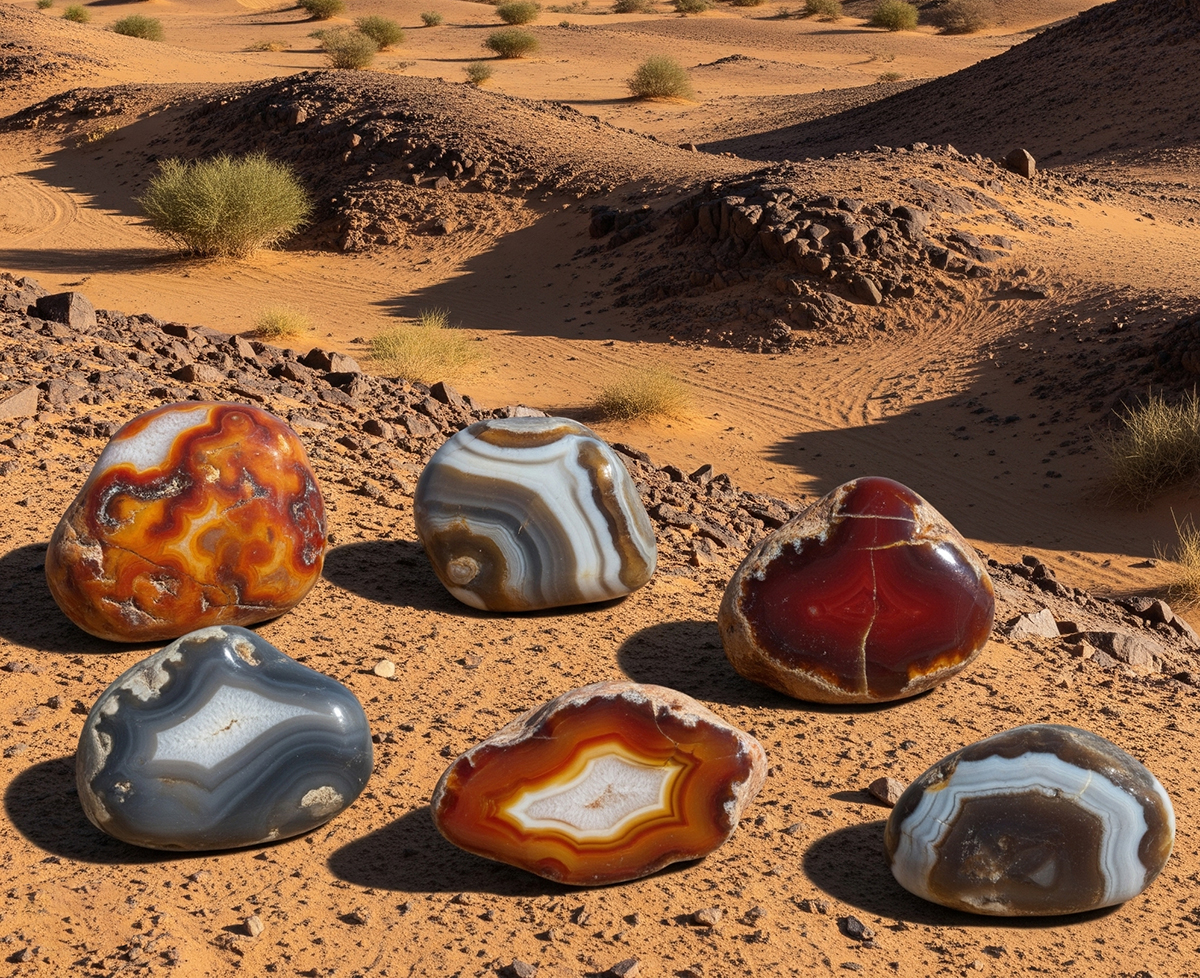
استان‌های خراسان جنوبی، رضوی، قم، آذربایجان شرقی و اصفهان مهم‌ترین معادن عقیق ایران را دربردارند.

ایران یکی از کشورهای غنی در زمینهٔ معادن سنگ عقیق است و ذخایر متنوعی از این سنگ در مناطق مختلف کشور وجود دارد. ایران با دارا بودن معادن متنوع عقیق در استان‌های مختلف، یکی از تولیدکنندگان اصلی این سنگ در جهان محسوب می‌شود. این معادن به دلیل تنوع رنگ و کیفیت بالا، مورد توجه جواهرسازان و صنعتگران داخلی و خارجی قرار دارند:
۱. معدن عقیق قم
- موقعیت جغرافیایی: حدود ۲۵ کیلومتری اتوبان تهران-قم، سمت راست جاده
- ویژگی‌ها: سنگ‌های آندزیتی ائوسن با محلول‌های هیدروترمال محبوس در حفرات
- ترکیب: کلسدونی و ژاسپر

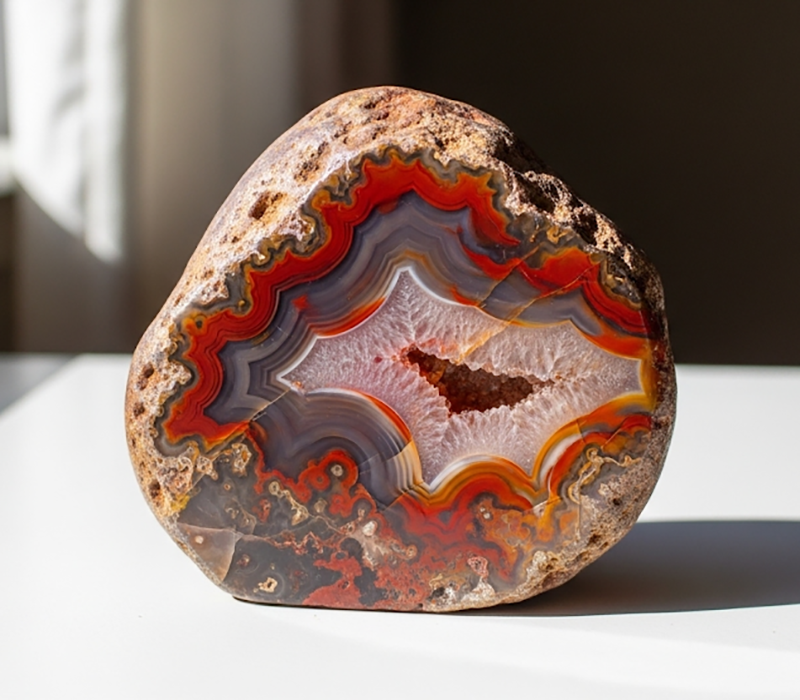
یک نمونه عقیق مناطق اطراف فردوس

- وضعیت بهره‌برداری: در حال بهره‌برداری

۲. معدن عقیق خور (خور و بیابانک)
- موقعیت جغرافیایی: شهرستان خور و بیابانک، استان اصفهان
- ویژگی‌ها: سنگ‌های آندزیتی ائوسن با محلول‌های هیدروترمال
- یک نمونه عقیق مناطق اطراف فردوسترکیب: کلسدونی و ژاسپر
- وضعیت بهره‌برداری: در حال بهره‌برداری

۳. معدن عقیق چاه کاسه گو
- موقعیت جغرافیایی: ۳۶ کیلومتری فردوس، استان خراسان جنوبی
- ویژگی‌ها: سنگ‌های ولکانیکی پیروکسن آندزیت
- ترکیب: کلسدونی و ژاسپر
- وضعیت بهره‌برداری: در حال بهره‌برداری

۴. معدن عقیق چاه حاجی
- موقعیت جغرافیایی: شهرستان فردوس، استان خراسان جنوبی
- ویژگی‌ها: سنگ‌های آندزیتی ائوسن
- ترکیب: کلسدونی و ژاسپر
- وضعیت بهره‌برداری: بهره‌برداری

۵. معدن عقیق تربت حیدریه (بایگ)
- موقعیت جغرافیایی: نزدیک روستای بایگ، شهرستان تربت حیدریه، استان خراسان رضوی
- ویژگی‌ها: سنگ‌های آتشفشانی ائوسن و نئوژن
- ترکیب: عقیق با رنگ‌های متنوع
- وضعیت بهره‌برداری: در حال بهره‌برداری

۶. معدن عقیق سه قلعه
- موقعیت جغرافیایی: شهرستان سه قلعه، استان خراسان رضوی
- ویژگی‌ها: سنگ‌های آتشفشانی ائوسن و نئوژن
- ترکیب: عقیق با رنگ‌های متنوع
- وضعیت بهره‌برداری: در حال بهره‌برداری

۷. معدن عقیق بمرود
- موقعیت جغرافیایی: شهرستان فردوس، استان خراسان جنوبی
- ویژگی‌ها: سنگ‌های آتشفشانی ائوسن و نئوژن
- ترکیب: عقیق با رنگ‌های متنوع
- وضعیت بهره‌برداری: در حال بهره‌برداری

۸. معدن عقیق میانه
- موقعیت جغرافیایی: شهرستان میانه، استان آذربایجان شرقی
- ویژگی‌ها: سنگ‌های آتشفشانی ائوسن و نئوژن
- ترکیب: عقیق با رنگ‌های متنوع
- وضعیت بهره‌برداری: در حال بهره‌برداری

## در صنعت و هنر

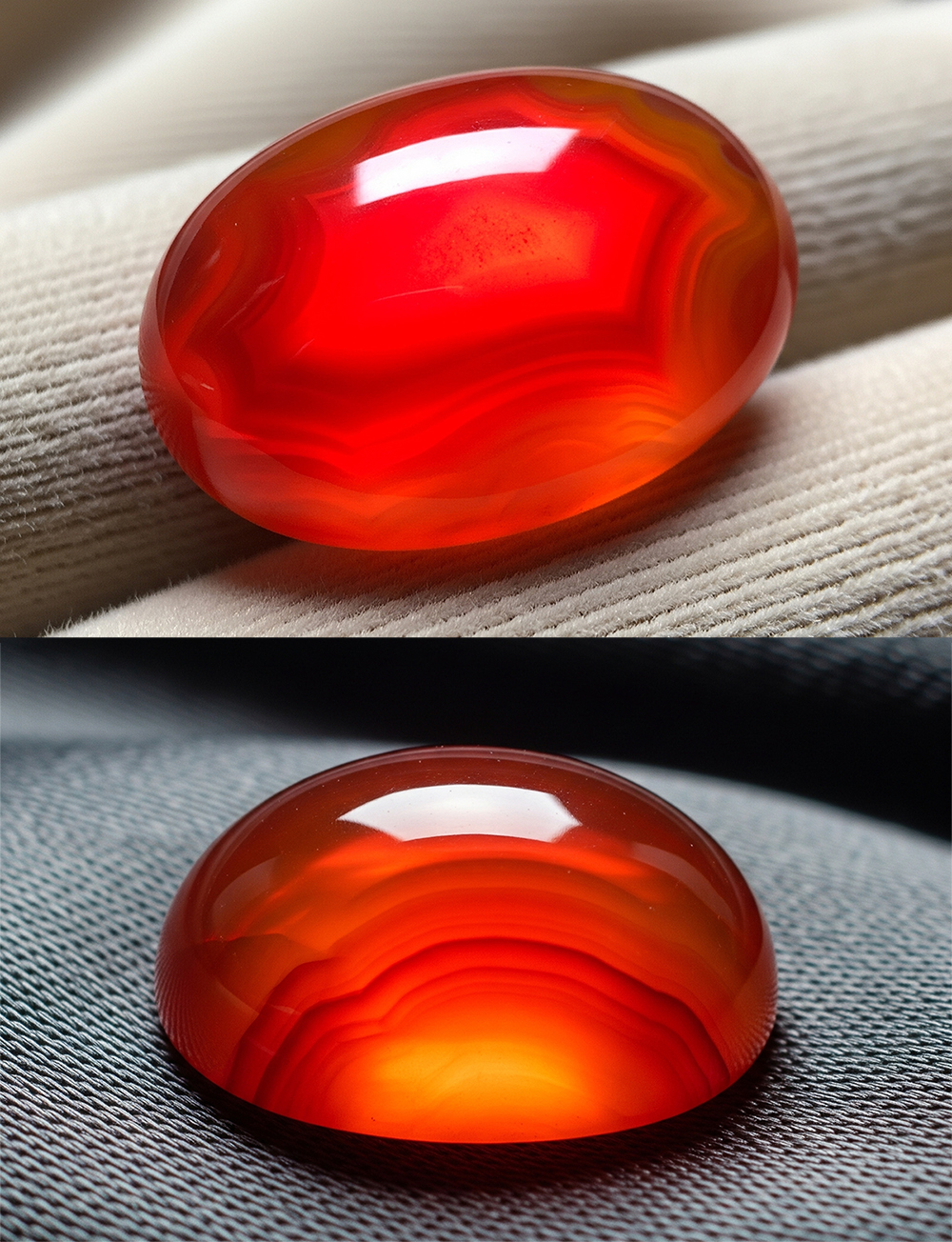
یک نگین عقیق سرخ که در جواهرسازی به خصوص در کشورهای آسیای جنوب غربی متداول است.

عقیق از دیرباز در ساخت جواهرات، مهرها، تسبیح‌ها و تزئینات مختلف مورد استفاده قرار گرفته است. در دوران باستان، مصریان باستان از عقیق برای ساخت گردنبند، مهر، انگشتر و تزیین ظروف استفاده می‌کردند. همچنین، در دوران ساسانیان، پادشاهان از عقیق برای ساخت نگین انگشتر، مهر و تسبیح استفاده می‌کردند.
عقیق به‌دلیل استحکام بسیار بالا و مقاومت آن و عدم واکنش با مواد شیمیایی، در برخی صنایع مورد استفاده است. در تولید برخی از تجهیزات سنجش و اندازه‌گیری دقیق آزمایشگاهی، ساخت هاون‌های آزمایشگاهی و در ساخت ابزارهای مورد استفاده در صنایع چرمکاری، از عقیق استفاده می‌شود. عقیق همچنین در ساخت جواهرات و زیورآلاتی چون سنجاق سینه، گردنبند، انگشتر و در ساخت مهر و تیله مورد استفاده است. امروزه نیز همچنان در ساخت مهره، آثار تزئینی، تراش‌ها و کابوشون‌ها، و همچنین نمونه‌های صیقلی‌شده و صیقل‌خورده در اندازه‌ها و خاستگاه‌های گوناگون به‌کار می‌رود. گردآوری عقیق یک سرگرمی رایج به‌شمار می‌آید و نمونه‌های آن در فروشگاه‌های هدایا، موزه‌ها، گالری‌ها و مجموعه‌های خصوصی یافت می‌شوند.
از آنجا که انگشتر عقیق به دست کردن در آموزه‌های اسلام از مستحبات است و روایات زیادی در فضیلت و خواص آن نقل شده است. برخی از مسلمانان انگشتری با نگین عقیق به دست می‌کنند.
عقیق‌ها، به‌ویژه عقیق‌های خزه‌ای، نخستین بار در عصر سنگ برای ساخت ابزارهایی همچون نوک پیکان و نیزه، سوزن و تراشندهٔ پوست استفاده شدند. اشیای عقیقین متعلق به حدود ۷۰۰۰ پیش از میلاد در مغولستان کشف شده و مردم ناتوفی شام نیز از حدود ۱۰۰۰۰ پیش از میلاد کارد و نوک تیر از عقیق خزه‌ای ساخته‌اند. زیورآلات عقیق از سومر به حدود ۲۵۰۰ پیش از میلاد تاریخ‌گذاری شده و مصریان باستان، میسنی‌ها و رومیان نیز عقیق را در جواهرات خود به کار برده‌اند. یافته‌های باستان‌شناسی در محوطهٔ کنوسوس در کرت، نقش عقیق را در فرهنگ مینوسی عصر برنز نشان می‌دهد. استفادهٔ تزئینی از عقیق در یونان باستان نیز رایج بود و در جواهرات متنوع و نگین مهر جنگجویان یونانی دیده می‌شود.
شهر ایدار-اوبرشتاین در آلمان از حدود ۱۳۷۵ میلادی به عنوان مرکز مهم تاریخی در بهره‌برداری صنعتی از عقیق شناخته می‌شود. در ابتدا، عقیق‌های بومی منطقه برای ساخت انواع اشیاء برای بازار اروپا به کار می‌رفتند، اما در حدود آغاز قرن بیستم این صنعت جنبه‌ای جهانی پیدا کرد. ایدر-اوبرشتاین شروع به واردات مقادیر زیادی عقیق از برزیل به‌عنوان بالاست کشتی کرد و با استفاده از فرایندهای شیمیایی انحصاری، مهره‌های رنگی تولید نمود که در سراسر جهان به فروش می‌رسیدند.
نمونه هایی از عقیق استفاده شده در صنایع هنری در عکس های زیر تصویر شده است:

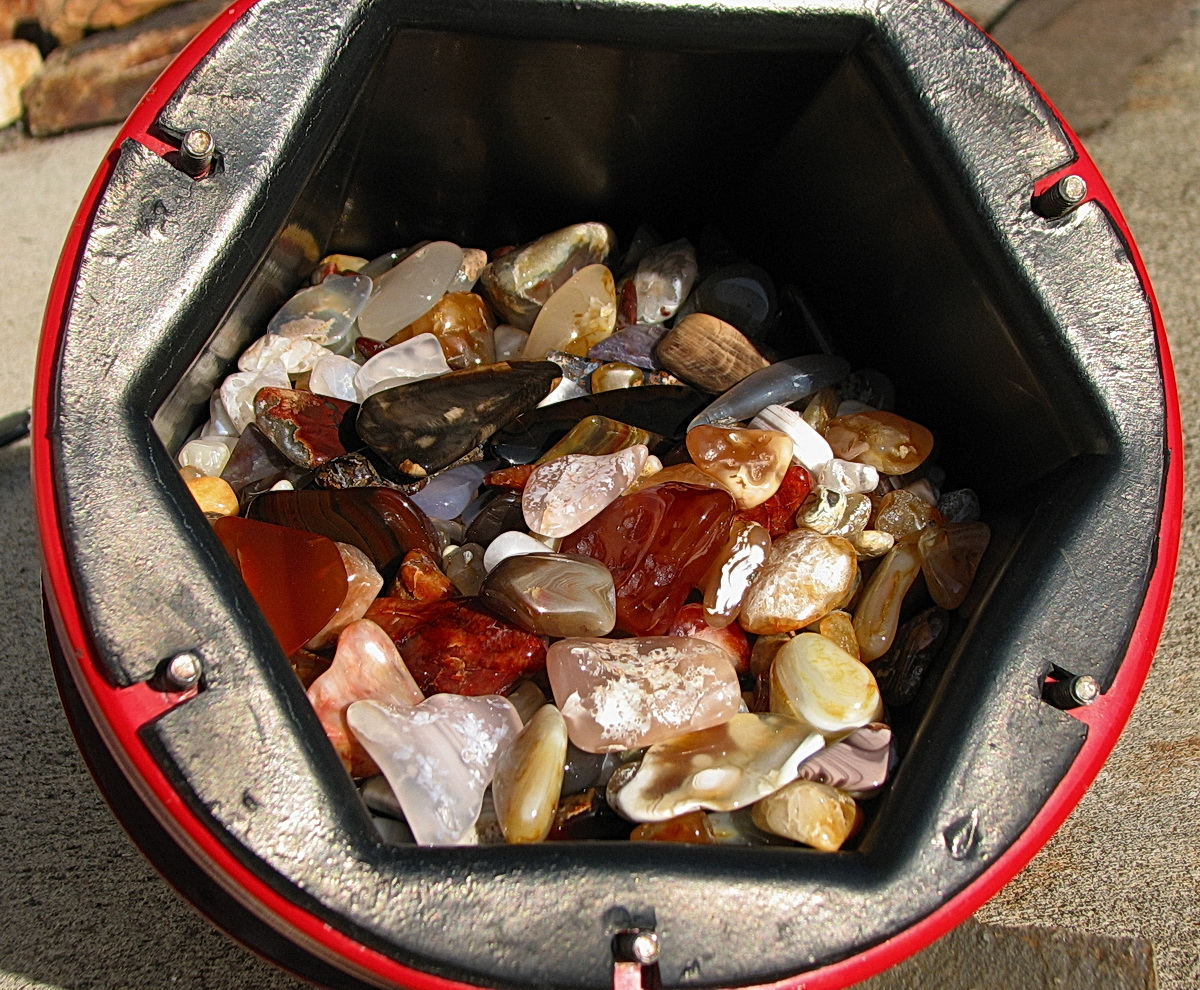
یک بشکه ۶٫۸ کیلوگرمی (۱۵ پوند) پر از عقیق و جاسپر صیقلی‌شده
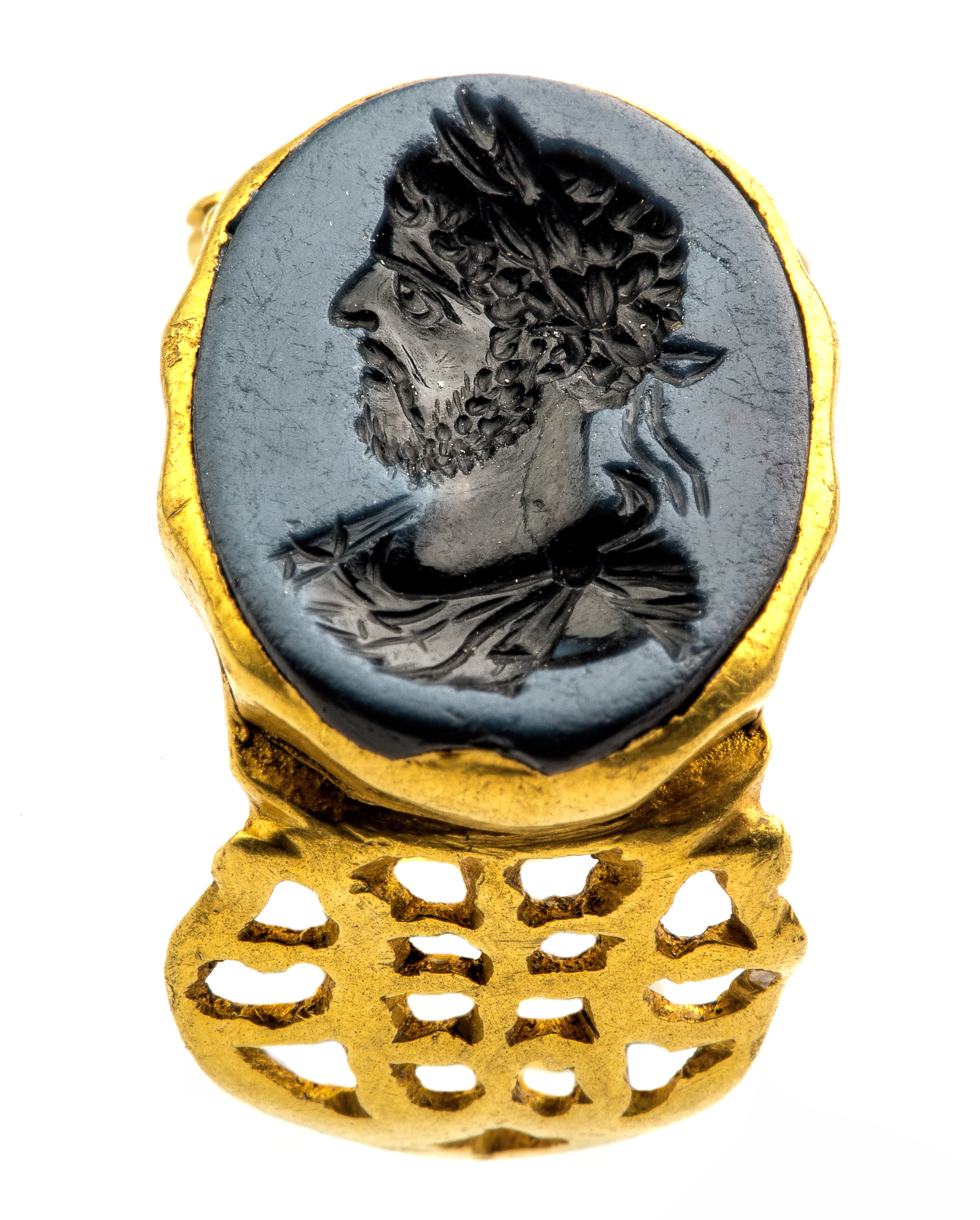
انگشتر مهر طلای رومی با تصویر امپراتور کومودوس بر روی عقیق نیکولو، حدود ۱۸۰–۲۰۰ میلادی، یافت‌شده در تونگرن، موزه گالو-رومی (تونگرن)
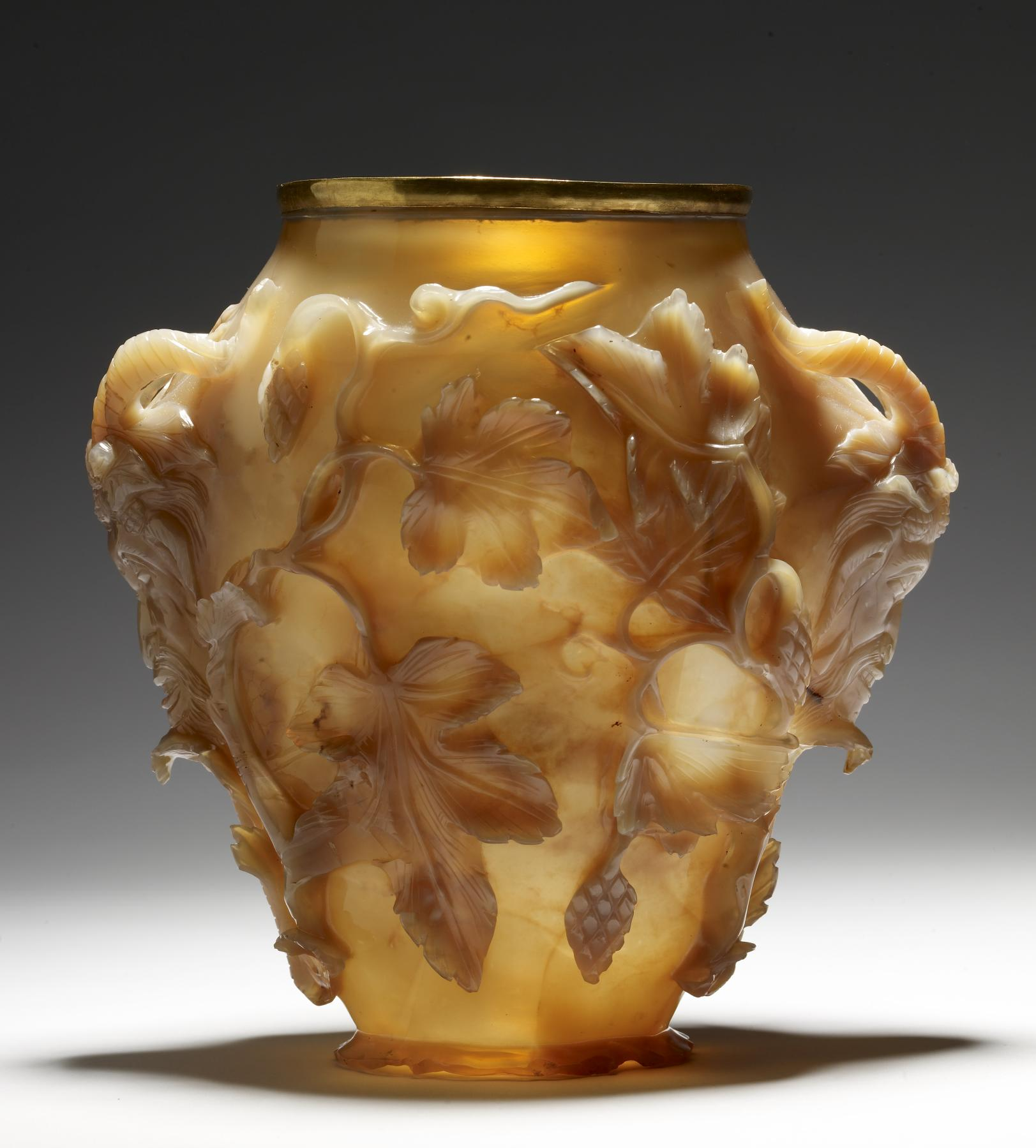
«گلدان روبنز» (امپراتوری بیزانس). از یک قطعه عقیق تراشیده شده به صورت برجسته‌ که بسیار احتمال دارد در یک کارگاه سلطنتی برای یکی از امپراتوران بیزانس ساخته شده باشد.
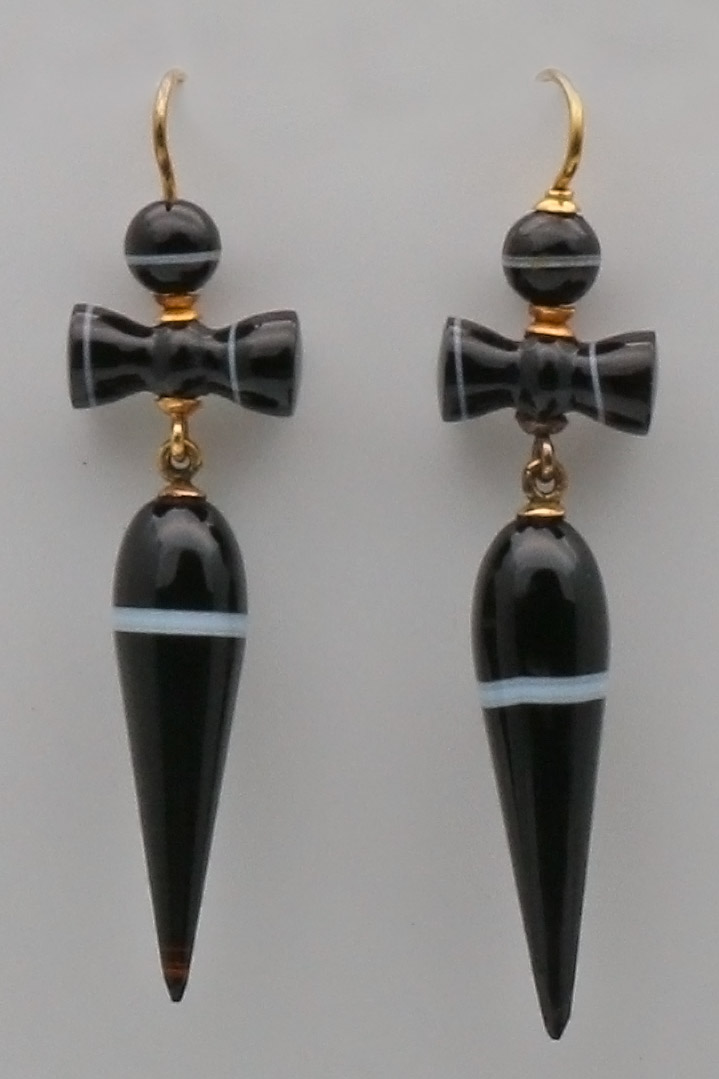
گوشواره‌های عقیق راه‌راه ویکتوریایی
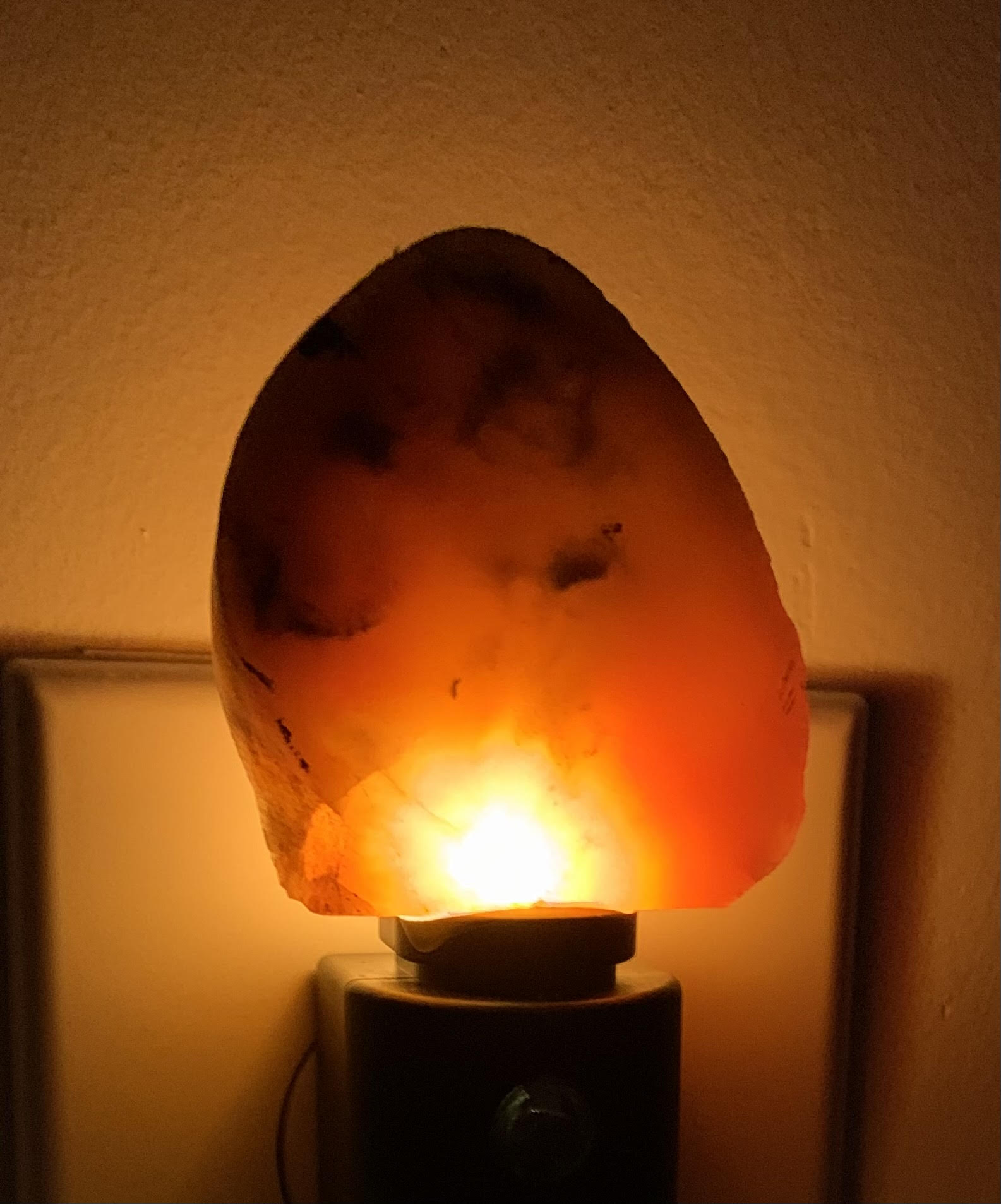
سنگ رودخانه پاتوکسنت از مریلند — برش خورده و از پشت روشن شده به‌صورت چراغ شب
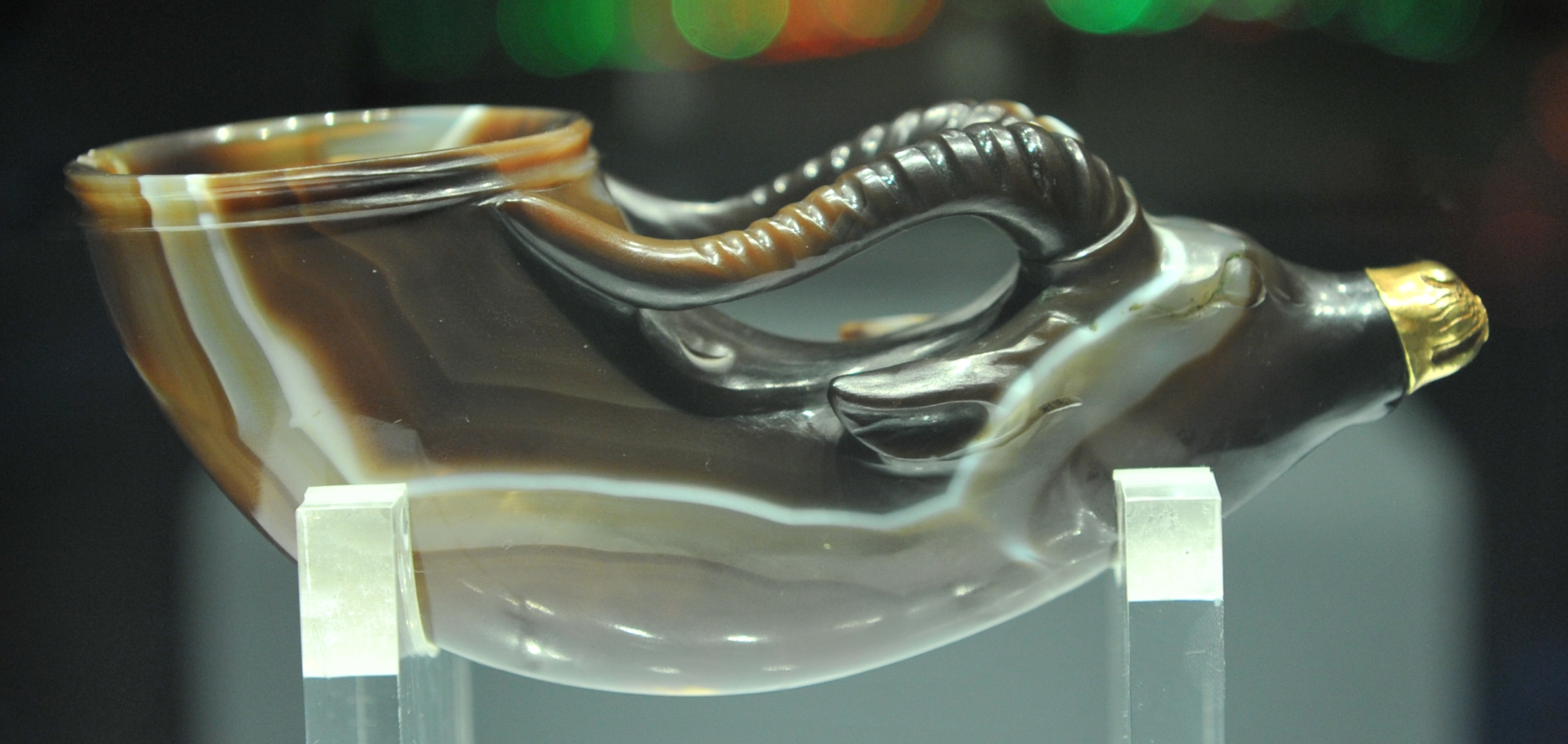
شاخ نوشیدنی از جنس عقیق، دوره تانگ

## تأثیر بر سلامتی
باورهای مختلفی دربارهٔ خواص درمانی عقیق وجود دارد. در مصر باستان، عقیق به‌عنوان سنگ محافظ و برای بهبود انرژی‌های منفی استفاده می‌شده است. همچنین، در فرهنگ‌های مختلف، عقیق به‌عنوان سنگی برای تقویت انرژی‌های مثبت و محافظت در برابر آسیب‌های روحی و جسمی شناخته می‌شود. با این حال، لازم است ذکر شود که هیچ‌گونه شواهد علمی برای اثربخشی این خواص وجود ندارد و استفاده از عقیق نباید جایگزین درمان‌های پزشکی شود.
افزایش ابتلا به بیماری‌های تنفسی مانند سیلیکوزیس و بیماری سل، در کارکنان معادن عقیق در چین و هند، گزارش شده است.